# Liste von Nutzfahrzeugherstellern

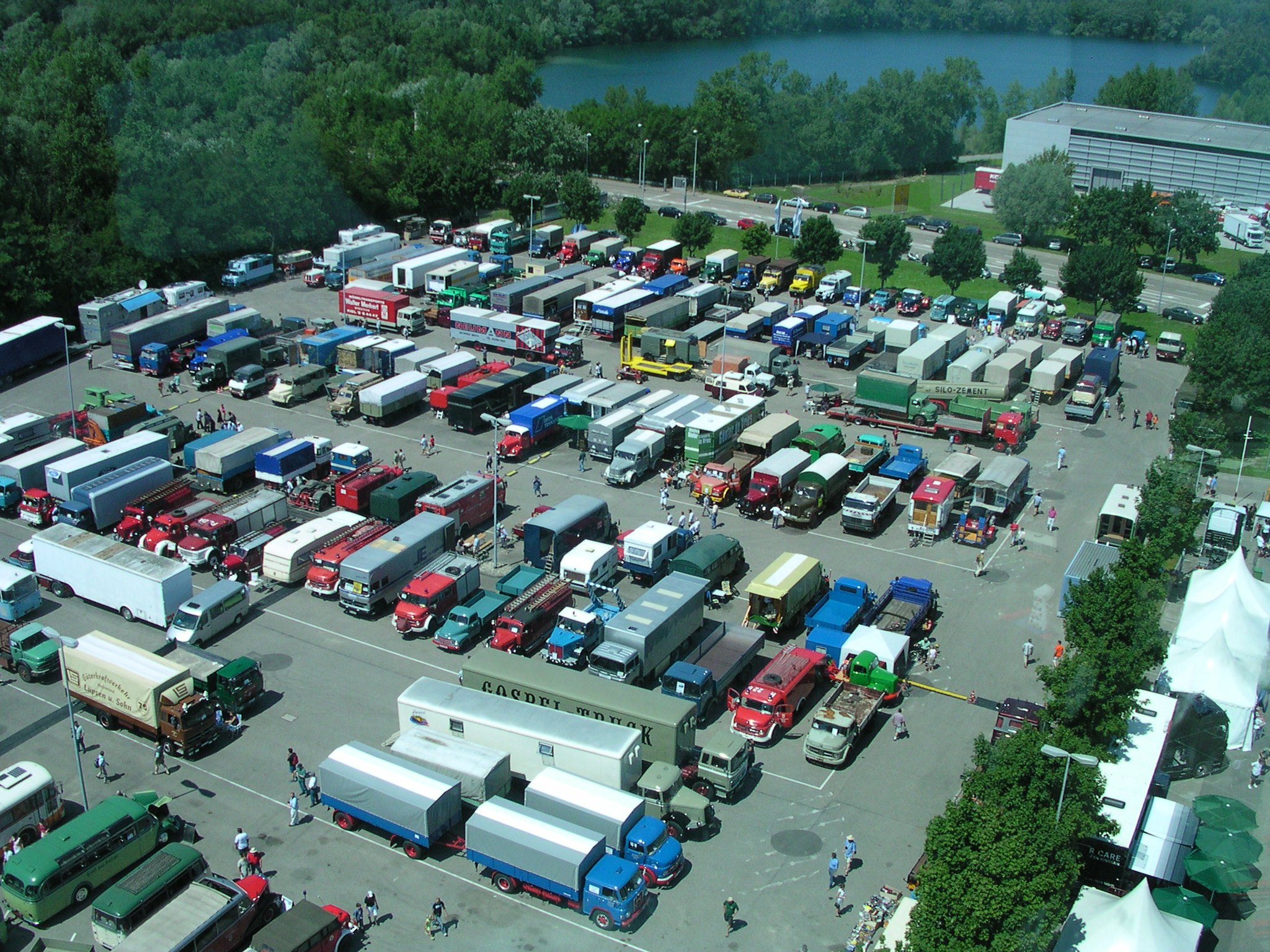
Nutzfahrzeuge verschiedener Hersteller bei einem Oldtimer-Treffen vor dem Daimler-Lkw-Werk Wörth (2006)

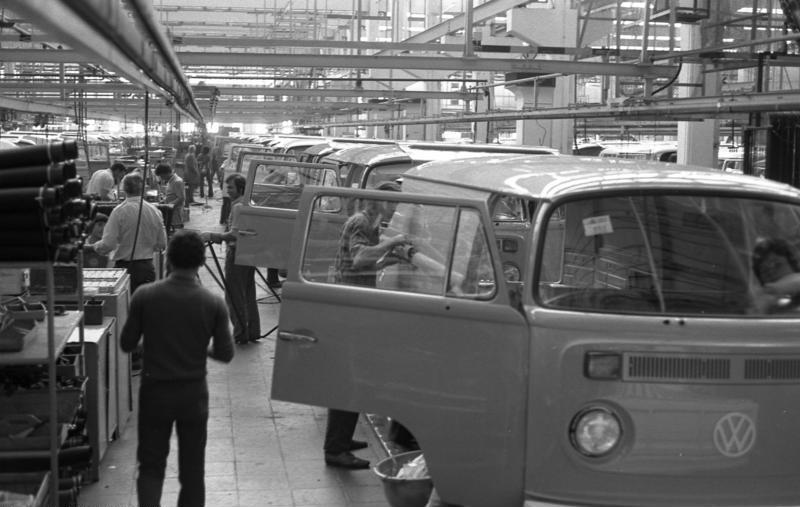
VW T2-Produktion im Volkswagenwerk Hannover (1973)

Diese Liste von Nutzfahrzeugherstellern soll alle bedeutenden Nutzfahrzeughersteller enthalten, die einmal existierten bzw. heute noch existieren. Aufgelistet werden auch Markennamen, unter denen Hersteller ihre Nutzfahrzeuge vertreiben bzw. vertrieben haben. Falls bekannt, ist auch der derzeitige wirtschaftliche Status angegeben, also beispielsweise ob die jeweiligen Unternehmen bzw. Marken noch existieren oder nicht. In der folgenden Tabelle steht „Lkw“ für die Produktion von Lastkraftwagen, Sattelschleppern und/oder Zugmaschinen; „Transporter“ für Lieferwagen und/oder Kleintransporter; „Busse“ für Omnibusse und „Sonderfahrzeuge“ für Sonder- und Spezialfahrzeuge. Ein „+“ gibt an, dass eine derartige Produktion stattfindet oder stattgefunden hat, ein „-“ demnach, dass keine derartige Produktion stattfindet und auch nie stattgefunden hat, und ein „?“, dass bislang nicht geklärt ist, ob ein „+“ oder ein „-“ gesetzt werden muss. Aktuelle Hersteller und Markennamen sind fett gedruckt. Reine Designer oder Tuner sowie reine Hersteller von Lkw-Zubehör, Traktoren, Landmaschinen, Gabelstaplern, Baumaschinen, Wohnmobilen oder Taxis sind jedoch nicht verzeichnet.
| A                                           | |     |               |       |             |                   | |
| Hersteller- bzw. Markenname                 | Land, Ort | Lkw | Trans- porter | Busse | Auf- bauten | Sonder- fahrzeuge | wirtschaftlicher Status |
| AAA                                         | Deutschland, Berlin | +   | +             | –     | +           | +                 | Nutzfahrzeugproduktion eingestellt |
| A.B.C.                                      | USA, St. Louis, Missouri | –   | +             | –     | –           | –                 | ehemaliger Hersteller |
| ABOAG                                       | Deutschland, Berlin | –   | –             | +     | +           | –                 | Omnibus-Bau eingestellt, in der BVG aufgegangen |
| Abt Sportsline                              | Deutschland, Kempten | –   | –             | –     | –           | +                 | aktuell produzierender Hersteller |
| Acason                                      | Michigan, Detroit | ?   | +             | –     | –           | –                 | Marke eingestellt |
| Ackermann Fahrzeugbau                       | Deutschland, Oschersleben | –   | –             | –     | +           | ?                 | aktuell produzierender Hersteller |
| Ackermann Fruehauf                          | Deutschland, Wuppertal, Kerpen-Sindorf, Oschersleben                                                                            | –   | –             | –     | +           | +                 | ehemaliger Markenname von Ackermann Fahrzeugbau |
| ACMAT                                       | Frankreich, Saint-Nazaire | +   | +             | –     | +           | +                 | aktuell produzierender Hersteller, gehört zum Volvo-Konzern |
| Acme Motor Truck Company                    | USA, Michigan, Cadillac | +   | ?             | +     | –           | –                 | Marke eingestellt |
| Acorn                                       | USA, Cincinnati (Ohio) | +   | ?             | ?     | ?           | ?                 | Marke eingestellt |
| ACV                                         | Vereinigtes Königreich, ? | +   | ?             | +     | ?           | ?                 | Dachfirma von AEC, Crossley, Maudslay, Park Royal Vehicles, Charles H. Roe und Thornycroft, von Leyland übernommen                                                                      |
| Adams Brothers Manufacturing Company        | Ohio, Findlay | +   | ?             | –     | –           | –                 | Marke eingestellt |
| Adams Manufacturing Company                 | Bedford | +   | –             | –     | –           | –                 | Marke eingestellt |
| ADC                                         | Vereinigtes Königreich, Southall (London)                                                                                       | +   | +             | –     | –           | –                 | ehemaliger Hersteller, joint venture von AEC und Daimler Motors |
| Adler                                       | Deutschland, Frankfurt am Main                                                                                                  | +   | +             | –     | –           | –                 | Nutzfahrzeugproduktion eingestellt |
| AEC                                         | Vereinigtes Königreich, Southall (London)                                                                                       | +   | ?             | +     | ?           | ?                 | von Leyland übernommen, Markenname eingestellt |
| Agrale                                      | Brasilien, Caxias do Sul | +   | +             | -     | +           | -                 | aktuell produzierender Hersteller |
| Ahrens-Fox                                  | USA, Cincinnati, Ohio | –   | –             | –     | +           | +                 | Feuerwehrfahrzeuge. Produktion eingestellt |
| Albion                                      | Vereinigtes Königreich, Glasgow                                                                                                 | +   | ?             | +     | ?           | ?                 | von Leyland übernommen, Markenname eingestellt |
| Alexander                                   | Vereinigtes Königreich, ? | ?   | ?             | +     | +           | ?                 | mit Dennis (Transbus) fusioniert und in Alexander Dennis umbenannt |
| Alexander Dennis                            | Vereinigtes Königreich, Falkirk                                                                                                 | –   | –             | +     | +           | –                 | aktuell produzierender Hersteller |
| Alfa Romeo                                  | Italien, Mailand | +   | +             | +     | –           | +                 | von Fiat übernommen, Markenname im Nutzfahrzeugbereich eingestellt |
| All-American Truck Company                  | Illinois, Chicago | +   | +             | –     | –           | –                 | Marke eingestellt |
| Almocar                                     | Deutschland, Dachau | ?   | +             | ?     | +           | +                 | von Linde AG übernommen |
| Alter                                       | USA, Plymouth und Grand Haven (Michigan)                                                                                        | +   | +             | ?     | ?           | ?                 | Marke eingestellt |
| Alter                                       | USA, Cincinnati (Ohio) | +   | +             | ?     | ?           | ?                 | Marke eingestellt |
| ALCo                                        | USA, Providence, Rhode Island                                                                                                   | +   | ?             | ?     | ?           | ?                 | Lizenzbau des Berliet-PKW; eigene PKW- und Nutzfahrzeugproduktion. Marke eingestellt |
| American Coleman                            | USA, Littleton (Colorado) | +   | ?             | ?     | ?           | ?                 | ehemaliger Hersteller |
| American LaFrance                           | USA, Alma (Michigan) | +   | +             | –     | –           | +                 | Geschäftsbetrieb 2014 eingestellt |
| American Motor Truck Company                | Newark, Ohio | +   | ?             | –     | –           | –                 | Marke eingestellt |
| AM General                                  | USA, South Bend | +   | +             | +     | –           | –                 | zu LTV Aerospace, aktuell produzierender Hersteller |
| AMO                                         | Russland, Moskau | +   | ?             | ?     | ?           | ?                 | umbenannt in ZIS |
| Ankai                                       | Volksrepublik China, Hefei | –   | –             | +     | +           | +                 | aktuell produzierender Hersteller |
| Apollo                                      | Deutschland, Apolda | –   | +             | –     | –           | –                 | ehemaliger Hersteller |
| Arbenz                                      | Schweiz, Albisrieden | +   | +             | ?     | ?           | ?                 | an Oetiker, Teile der Produktion von Brossel (Belgien) übernommen |
| Arbenz-Oetiker                              | Schweiz, Albisrieden | +   | ?             | ?     | ?           | ?                 | Nutzfahrzeugproduktion eingestellt |
| Argo                                        | USA, Michigan | +   | +             | –     | –           | –                 | an Nelson Motor Truck, Nutzfahrzeugproduktion eingestellt |
| Argus                                       | Deutschland, Berlin | +   | +             | –     | –           | –                 | ehemaliger Hersteller |
| Argyle                                      | Vereinigtes Königreich, East Kilbride                                                                                           | +   | –             | –     | –           | –                 | ehemaliger Hersteller |
| Armleder                                    | USA, Cincinnati, Ohio | +   | +             | ?     | ?           | ?                 | Marke eingestellt |
| Armstrong Saurer                            | Vereinigtes Königreich, Newcastle-upon-Tyne                                                                                     | +   | ?             | ?     | ?           | ?                 | Nutzfahrzeugproduktion eingestellt |
| Ashok Leyland                               | Indien, Chennai | +   | ?             | +     | ?           | +                 | gehört zur Hinduja-Gruppe, aktueller Markenname |
| Asia                                        | Südkorea, ? | +   | ?             | +     | ?           | ?                 | Tochterfirma von Kia Motors, Nutzfahrzeugproduktion eingestellt |
| Asquith                                     | Vereinigtes Königreich, Great Yeldham                                                                                           | –   | +             | +     | ?           | ?                 | aktueller Markenname |
| Askam                                       | Türkei, Istanbul | +   | +             | ?     | ?           | ?                 | Produktion 2015 eingestellt, Konzern mit diversen Marken |
| Aßmann                                      | Deutschland, Eisenach | –   | –             | –     | +           | +                 | ehemaliger Hersteller |
| Astra                                       | Italien, Piacenza | +   | –             | –     | ?           | +                 | von Iveco übernommen, Markenname weiter in Verwendung |
| Atkinson                                    | Vereinigtes Königreich, Preston                                                                                                 | +   | ?             | ?     | ?           | ?                 | in Seddon Atkinson aufgegangen |
| Atlas GmbH                                  | Deutschland, Delmenhorst | –   | –             | –     | +           | +                 | ehemaliger Markenname von Terex, aktueller Markenname |
| Atlas Weyhausen                             | Deutschland, Wildeshausen | –   | –             | –     | +           | +                 | aktueller Markenname Weycor |
| Atterbury                                   | USA, Buffalo (New York) | +   | ?             | ?     | ?           | ?                 | erloschen |
| Audi                                        | Deutschland, Zwickau dann Ingolstadt                                                                                            | +   | ?             | ?     | ?           | ?                 | von VW (Deutschland) übernommen, Nutzfahrzeugproduktion eingestellt |
| Austin                                      | Vereinigtes Königreich, Longbridge                                                                                              | +   | +             | +     | ?           | +                 | in BMC aufgegangen, Markenname eingestellt |
| Austro-Daimler                              | Österreich, Wiener Neustadt | +   | ?             | +     | ?           | ?                 | in Steyr Daimler Puch aufgegangen, Markenname eingestellt |
| Auto-Bug                                    | USA, Norwalk (Ohio) | –   | +             | –     | –           | –                 | erloschen |
| Auto-Car                                    | USA, Buffalo (New York) | +   | ?             | ?     | ?           | ?                 | erloschen |
| Autocar                                     | USA, Hagerstown (Indiana) | +   | ?             | ?     | ?           | +                 | aktueller Markenname |
| Autocars and Accessories (A. and A.)        | Vereinigtes Königreich Großbritannien und Irland, London                                                                        | –   | +             | –     | +           | –                 | ehemaliger Hersteller (1904–1907): Aufbauten; ab 1906 Komplettfahrzeuge (eigene Marke); später als Auto-Carrier und AC                                                                  |
| Automiesse                                  | Belgien, Brüssel | +   | ?             | +     | ?           | ?                 | ehemaliger Hersteller |
| Autosan                                     | Polen, Sanok | ?   | ?             | +     | ?           | +                 | aktuell produzierender Hersteller |
| Auto Union                                  | Deutschland, Chemnitz dann Ingolstadt                                                                                           | +   | +             | ?     | ?           | ?                 | von Volkswagen übernommen, Markenname eingestellt |
| Ernst Auwärter                              | Deutschland, Steinenbronn | –   | ?             | +     | +           | –                 | von Pucher übernommen, Markenname EA Auwärter weiter in Verwendung |
| Gottlob Auwärter                            | Deutschland, Stuttgart | –   | –             | +     | –           | –                 | von MAN übernommen, Markenname Neoplan weiter in Verwendung |
| Available                                   | USA, Chicago (Illinois) | +   | ?             | ?     | ?           | ?                 | gehört zu CCI Corporation, aktuell produzierender Hersteller |
| Aveling-Barford                             | Vereinigtes Königreich, Grantham                                                                                                | +   | ?             | ?     | ?           | ?                 | von Leyland Motors übernommen |
| Avia Motors                                 | Tschechien, Prag | +   | +             | –     | +           | –                 | aktuell produzierender Hersteller |
| AVM                                         | Simbabwe, Harare | +   | ?             | ?     | ?           | ?                 | aktuell produzierender Hersteller |
| AWD                                         | Vereinigtes Königreich, Dunstable                                                                                               | +   | ?             | ?     | ?           | ?                 | Nutzfahrzeugproduktion eingestellt |
| Ayax                                        | Uruguay, Montevideo | –   | +             | –     | –           | –                 | ehemaliger Hersteller |
| B                                           | |     |               |       |             |                   | |
| Hersteller- bzw. Markenname                 | Land, Ort | Lkw | Trans- porter | Busse | Auf- bauten | Sonder- fahrzeuge | wirtschaftlicher Status |
| Babcock                                     | USA, Watertown (New York) | ?   | +             | –     | +           | +                 | Markenname erloschen |
| Bachert                                     | Deutschland, Binau | ?   | ?             | ?     | +           | +                 | Markenname von Kirchgässner Elektrotechnik übernommen, aktuell produzierender Hersteller                                                                                                |
| BAE                                         | Vereinigtes Königreich, London                                                                                                  | ?   | ?             | ?     | ?           | +                 | aktuell produzierender Hersteller |
| Balqon Corporation                          | USA, Santa Ana | +   | –             | –     | –           | +                 | aktuell produzierender Hersteller |
| Barber                                      | USA, New York City, New York | –   | –             | –     | –           | +                 | ehemaliger Hersteller |
| Barkas                                      | DDR, Hainichen | –   | +             | ?     | –           | ?                 | ehemaliger Hersteller |
| Baron                                       | Vereinigtes Königreich, Borehamwood                                                                                             | +   | ?             | ?     | ?           | ?                 | ? |
| Barreiros                                   | Spanien, Madrid | +   | ?             | +     | ?           | ?                 | von Renault übernommen, Markenname eingestellt |
| Baryval                                     | Spanien, Saragossa | –   | –             | –     | +           | ?                 | aktuell produzierender Hersteller |
| Bauer                                       | Deutschland, Köln | –   | –             | –     | +           | +                 | ehemaliger Hersteller |
| BAZ                                         | Russland, Brjansk | +   | –             | –     | –           | +                 | aktuell produzierender Hersteller |
| Bean                                        | Vereinigtes Königreich, Tipton                                                                                                  | +   | ?             | +     | ?           | ?                 | ? |
| Beardmore                                   | Vereinigtes Königreich, Dalmuir                                                                                                 | +   | ?             | ?     | ?           | ?                 | ehemaliger Hersteller |
| Beck                                        | USA, Sidney (Ohio) | –   | –             | +     | +           | –                 | erloschen |
| Bedford                                     | Vereinigtes Königreich, Luton und Dunstable                                                                                     | +   | +             | +     | ?           | ?                 | ehemaliger Markenname von General Motors, Markenname eingestellt |
| BelAZ                                       | Belarus, Schodsina | –   | –             | –     | –           | +                 | aktuell produzierender Hersteller |
| Bell                                        | Südafrika, Richards Bay | –   | –             | –     | –           | +                 | aktuell produzierender Hersteller |
| Bell                                        | USA, Ottumwa, Iowa | +   | ?             | ?     | ?           | ?                 | ehemaliger Hersteller |
| Belmont                                     | USA, Allentown, Pennsylvania | +   | +             | ?     | ?           | ?                 | übernommen von Kearns-Dughie, Unternehmen erloschen |
| Belsize                                     | Vereinigtes Königreich, Manchester                                                                                              | +   | ?             | ?     | ?           | ?                 | ehemaliger Hersteller |
| Benz & Cie.                                 | Deutschland, Mannheim | +   | +             | +     | +           | –                 | mit Daimler-Motoren-Gesellschaft zu Daimler-Benz fusioniert |
| BEF                                         | Deutschland, Berlin | +   | +             | –     | –           | +                 | von Elite übernommen, Markenname eingestellt |
| Bergmann Electricitäts-Werke AG             | Deutschland, Berlin | +   | +             | –     | +           | +                 | Nutzfahrzeug-Produktion eingestellt |
| Bering                                      | USA, Front Royal (Virginia) | +   | ?             | ?     | ?           | ?                 | ? |
| Beringer Behälterbau                        | Deutschland, Tagmersheim (Virginia)                                                                                             | ?   | ?             | ?     | +           | +                 | ? |
| Berkhof                                     | Niederlande, Valkenswaard | ?   | ?             | +     | ?           | ?                 | gehört zu VDL, Markenname eingestellt |
| Berky                                       | Deutschland, Haren (Ems) | -   | -             | -     | -           | +                 | aktuell produzierender Hersteller |
| Berliet                                     | Frankreich, Lyon | +   | ?             | +     | ?           | ?                 | von Renault übernommen und mit Saviem fusioniert, Markenname eingestellt |
| Berna                                       | Schweiz, Olten | +   | ?             | +     | ?           | +                 | von Saurer übernommen, Markenname eingestellt |
| Bernard                                     | Frankreich, Arcueil | +   | ?             | ?     | ?           | ?                 | von Mack übernommen; Markenname eingestellt |
| Bethlehem                                   | USA, Allentown, Pennsylvania | +   | ?             | ?     | ?           | +                 | von Hahn übernommen; Markenname eingestellt |
| Betz                                        | Deutschland, Köln | +   | ?             | ?     | ?           | ?                 | Nutzfahrzeugproduktion eingestellt |
| Betz                                        | USA, Hammond, Indiana | +   | ?             | ?     | ?           | ?                 | ehemaliger Hersteller |
| BharatBenz                                  | Indien, Oragadam | +   | –             | –     | –           | –                 | aktueller Markenname, gehört zur Daimler AG |
| Binz                                        | Deutschland, Lorch | –   | –             | –     | +           | +                 | aktuell produzierender Hersteller |
| Black                                       | USA, Chicago, Illinois | +   | +             | ?     | ?           | ?                 | ehemaliger Hersteller |
| Black Crow                                  | USA, Chicago, Illinois und Elkhart, Indiana                                                                                     | +   | +             | ?     | ?           | ?                 | ehemaliger Hersteller |
| Blair                                       | USA, Newark, New Jersey | +   | +             | ?     | ?           | ?                 | ehemaliger Hersteller; Vorgänger des Ace. |
| Bleichert                                   | Deutschland, Leipzig | +   | -             | –     | –           | –                 | ehemaliger Hersteller |
| Blumhardt                                   | Deutschland, Wuppertal | –   | –             | –     | +           | +                 | ehemaliger Hersteller |
| BMC (Vereinigtes Königreich)                | Vereinigtes Königreich, Longbridge                                                                                              | +   | –             | +     | +           | +                 | in Leyland aufgegangen, Markenname eingestellt |
| BMC (Türkei)                                | Türkei, Izmir | +   | +             | +     | +           | +                 | aktuell produzierender Hersteller |
| BMF                                         | Deutschland, Berlin | +   | +             | –     | –           | +                 | ehemaliger Hersteller |
| BMW                                         | Deutschland, München | +   | +             | ?     | ?           | ?                 | Nutzfahrzeugproduktion eingestellt |
| Boneschi                                    | Italien, Cambiago | –   | –             | +     | +           | +                 | nur noch Markenname |
| Borgward                                    | Deutschland, Bremen | +   | +             | +     | ?           | ?                 | ehemaliger Hersteller |
| Bourne                                      | USA, Philadelphia, Pennsylvania                                                                                                 | +   | –             | –     | –           | –                 | ehemaliger Hersteller |
| Bova                                        | Niederlande, Valkenswaard | ?   | ?             | +     | ?           | ?                 | gehört zu VDL, Markenname eingestellt |
| Bovy                                        | Belgien, Molenbeek-Saint-Jean                                                                                                   | +   | +             | +     | ?           | ?                 | durch Brossel übernommen |
| Brandt Kühlfahrzeugbau                      | Deutschland, Extertal | +   | +             | –     | +           | +                 | aktuell produzierender Hersteller |
| Breda                                       | Italien, Brescia | ?   | ?             | +     | ?           | ?                 | gehört zu IIA - Industria Italiana Autobus Menarinibus, Marke eingestellt |
| Bremach                                     | Italien, Brescia | +   | +             | –     | +           | +                 | ehemaliger Hersteller |
| Brennabor                                   | Deutschland, Brandenburg an der Havel                                                                                           | –   | +             | –     | –           | –                 | ehemaliger Hersteller |
| Brillié                                     | Frankreich, Paris und Le Havre                                                                                                  | +   | ?             | +     | ?           | +                 | Nutzfahrzeugproduktion eingestellt |
| Bristol                                     | Vereinigtes Königreich, Bristol und London                                                                                      | +   | ?             | +     | ?           | ?                 | Nutzfahrzeugproduktion eingestellt |
| British Berna                               | Vereinigtes Königreich, West Kensington                                                                                         | +   | ?             | +     | ?           | +                 | ehemaliger Hersteller |
| Brockway                                    | USA, Cortland (New York) | +   | ?             | ?     | ?           | +                 | ehemaliger Hersteller |
| Brossel                                     | Belgien, Brüssel | +   | +             | +     | ?           | ?                 | von British Leyland übernommen, Markenname eingestellt |
| Brown                                       | USA, Charlotte (North Carolina)                                                                                                 | +   | ?             | ?     | ?           | ?                 | ? |
| Brown                                       | USA, St Cloud Minnesota und& Duluth Minnesota                                                                                   | +   | –             | –     | –           | –                 | ehemaliger Hersteller |
| Bruce-SN                                    | Vereinigtes Königreich, Edinburgh                                                                                               | +   | ?             | +     | ?           | ?                 | ? |
| Bucegi                                      | Rumänien, Brașov | +   | ?             | ?     | ?           | ?                 | ? |
| Büssing                                     | Deutschland, Braunschweig und Salzgitter                                                                                        | +   | –             | +     | –           | +                 | von MAN übernommen und in MAN-Büssing umbenannt |
| Büssing-NAG                                 | Deutschland, Braunschweig | +   | –             | +     | –           | +                 | ehemaliger Markenname von Büssing, Markenname eingestellt |
| Büssing & Sohn                              | Deutschland, Braunschweig | +   | –             | +     | +           | –                 | Nutzfahrzeugproduktion eingestellt |
| Buffalo                                     | USA, Buffalo (New York) | ?   | ?             | ?     | ?           | +                 | erloschener Markenname |
| Buffalo                                     | USA, Buffalo (New York) | ?   | ?             | ?     | ?           | +                 | erloschener Markenname |
| Buffalo                                     | USA, Buffalo (New York) | ?   | ?             | ?     | ?           | ?                 | erloschener Markenname |
| Buldamobil                                  | Ungarn, Budapest | ?   | ?             | ?     | ?           | ?                 | ? |
| Bunge                                       | Deutschland, Bremen | –   | –             | –     | +           | +                 | Tochtergesellschaft von Fahrzeugbau Sommer, ehemaliger Hersteller |
| Burlingham                                  | England, Blackpool | ?   | ?             | +     | ?           | ?                 | 1960 von Duple übernommen |
| Busscar                                     | Brasilien, Joinville | –   | –             | +     | –           | –                 | aktuell produzierender Hersteller, heißt jetzt Carbuss |
| Butenuth                                    | Deutschland, Berlin | +   | +             | –     | +           | ?                 | ehemaliger Hersteller |
| BYD                                         | Volksrepublik China, Shenzhen                                                                                                   | –   | –             | +     | –           | –                 | aktuell produzierender Hersteller |
| C                                           | |     |               |       |             |                   | |
| Hersteller- bzw. Markenname                 | Land, Ort | Lkw | Trans- porter | Busse | Auf- bauten | Sonder- fahrzeuge | wirtschaftlicher Status |
| Caldwell-Vale                               | Australien, Auburn, New South Wales                                                                                             | +   | ?             | ?     | ?           | ?                 | Marke erloschen |
| Caledon                                     | Schottland, Glasgow | +   | ?             | ?     | ?           | ?                 | Marke erloschen |
| CAMC                                        | Volksrepublik China, Ma’anshan                                                                                                  | –   | +             | +     | –           | +                 | aktuell produzierender Hersteller |
| Cameron                                     | USA, Alma (Michigan) | ?   | ?             | ?     | ?           | ?                 | Marke erloschen |
| Camiva                                      | Frankreich, Chambéry | ?   | ?             | ?     | +           | +                 | von Iveco übernommen, Markenname weiter in Verwendung |
| Canada                                      | Kanada, Montreal | +   | ?             | ?     | ?           | ?                 | ? |
| C. Benz Söhne                               | Deutschland, Ladenburg | ?   | ?             | ?     | ?           | ?                 | Nutzfahrzeugproduktion eingestellt |
| Carrus                                      | Finnland, Lieto | –   | –             | +     | +           | +                 | aktuell produzierender Hersteller |
| Caterpillar                                 | USA, Peoria, Illinois | +   | ?             | ?     | ?           | +                 | aktuell produzierender Hersteller |
| CCC                                         | USA, Tulsa, Oklahoma | +   | -             | -     | -           | +                 | Crane Carrier Company (CCC), Teil von Kimble Manufacturing, welche von der Hines Corporation übernommen wurde                                                                           |
| Chase                                       | USA, Syracuse, New York | +   | +             | ?     | ?           | ?                 | ? |
| Chausson                                    | Frankreich, Asnières-sur-Seine                                                                                                  | –   | +             | +     | ?           | +                 | von Renault übernommen, Markenname eingestellt |
| Champion                                    | USA, Owego, New York | +   | ?             | +     | ?           | +                 | erloschen |
| Checker                                     | USA, Kalamazoo, Michigan | ?   | +             | +     | +           | +                 | Marke erloschen |
| Chenard & Walcker                           | Frankreich, Gennevilliers | +   | +             | ?     | ?           | ?                 | von Peugeot übernommen, Markenname eingestellt |
| Chevrolet                                   | USA, Detroit (Michigan) | +   | +             | +     | ?           | ?                 | von GM übernommen, Markenname weiter in Verwendung |
| Chingkangshan                               | China, Nanjing | +   | ?             | ?     | ?           | ?                 | ? |
| Chongqing                                   | China, Chongqing | +   | ?             | ?     | ?           | ?                 | ? |
| Christie                                    | USA, Detroit (Michigan) | ?   | ?             | ?     | ?           | +                 | Marke der Front Drive Motor Co., New Jersey; Firma und Markenname erloschen |
| Chrysler                                    | USA, Detroit (Michigan) | +   | +             | ?     | ?           | ?                 | Markenname im Nutzfahrzeugbereich eingestellt |
| Cifa                                        | Italien, Mailand | –   | –             | –     | +           | +                 | von Zoomlion übernommen, aktuell produzierender Hersteller |
| Citroën                                     | Frankreich, Paris | +   | +             | +     | –           | +                 | mit Peugeot zu PSA fusioniert, Markenname weiter in Verwendung |
| Clyde                                       | USA, Farmingdale (New York) | +   | –             | –     | –           | –                 | wurde zu Fulton, Markenname eingestellt |
| Clydesdale                                  | USA, Clyde, (Ohio) | +   | +             | +     | ?           | +                 | Marke erloschen |
| CNHTC                                       | China, Jinan | +   | ?             | ?     | ?           | ?                 | aktuell produzierender Hersteller |
| Coleman                                     | USA, Littleton, Colorado | +   | ?             | ?     | ?           | ?                 | Marke erloschen |
| Columbia                                    | USA, Hartford, Connecticut | +   | ?             | ?     | ?           | ?                 | Elektro- und Benzinfahrzeuge. Marke erloschen |
| Columbia                                    | USA, Pontiac, Michigan | +   | ?             | ?     | ?           | ?                 | Marke erloschen |
| Comil                                       | Brasilien, Erechim | –   | –             | +     | –           | –                 | aktuell produzierender Hersteller |
| Commer                                      | Vereinigtes Königreich, Luton und Dunstable                                                                                     | +   | +             | +     | –           | +                 | Nutzfahrzeugproduktion eingestellt |
| Commerce                                    | USA, Detroit, Michigan, Ypsilanti, Michigan, Lima, Ohio                                                                         | +   | ?             | ?     | ?           | ?                 | von Relay Motors Corporation übernommen. Marke erloschen |
| Concord                                     | Concord, New Hampshire | +   | ?             | ?     | ?           | ?                 | Marke erloschen |
| Contrac-Cobus                               | Deutschland, Wiesbaden | –   | –             | +     | –           | –                 | aktuell produzierender Hersteller |
| Coppock                                     | USA, Marion, Indiana | ?   | +             | ?     | ?           | ?                 | Marke erloschen |
| Corbin                                      | USA, Bristol, New Britain (Connecticut)                                                                                         | ?   | ?             | ?     | ?           | ?                 | Marke erloschen |
| Corbitt                                     | USA, Henderson County (North Carolina)                                                                                          | +   | +             | +     | ?           | ?                 | Marke erloschen |
| Crossley                                    | Vereinigtes Königreich, Manchester                                                                                              | +   | +             | +     | +           | +                 | Von AEC übernommen; Markenname eingestellt |
| Csepel                                      | Ungarn, Budapest | +   | ?             | +     | ?           | ?                 | ? |
| Cudell                                      | Deutschland, Aachen | ?   | ?             | ?     | ?           | ?                 | ? |
| Cunard Commercial                           | Vereinigtes Königreich, Acton (London) und Wembley                                                                              | –   | –             | –     | +           | –                 | Markenname eingestellt |
| Cushman                                     | USA, Lincoln (Nebraska) | +   | +             | +     | +           | +                 | aktuell produzierender Hersteller von Kleinsttransportern; gehört zu Textron |
| Cyclon                                      | Deutschland, Mylau | ?   | ?             | ?     | ?           | ?                 | ? |
| D                                           | |     |               |       |             |                   | |
| Hersteller- bzw. Markenname                 | Land, Ort | Lkw | Trans- porter | Busse | Auf- bauten | Sonder- fahrzeuge | wirtschaftlicher Status |
| DAAG                                        | Deutschland, Ratingen | +   | ?             | +     | ?           | +                 | von Krupp übernommen, Markenname eingestellt |
| DAC                                         | Rumänien, Brașov | +   | ?             | +     | ?           | ?                 | eingestellt |
| Daewoo                                      | Südkorea, Chollabuk-Do | +   | ?             | +     | ?           | ?                 | Nutzfahrzeugbereich von Tata übernommen, Markenname weiter in Verwendung |
| DAF                                         | Niederlande, Eindhoven | +   | +             | +     | –           | –                 | von Paccar übernommen, Markenname weiter in Verwendung |
| Daihatsu                                    | Japan, Osaka | ?   | +             | +     | ?           | ?                 | von Toyota übernommen, Markenname weiter in Verwendung |
| Daimler AG                                  | Deutschland und USA, Stuttgart und Portland                                                                                     | +   | +             | +     | –           | +                 | Konzern mit vielen Marken: Mercedes-Benz, Freightliner, Setra, Mitsubishi Fuso, Unimog, Western Star                                                                                    |
| Daimler-Motoren- Gesellschaft (DMG)         | Deutschland, Bad Cannstatt | +   | ?             | ?     | ?           | ?                 | mit Benz & Cie. zu Daimler-Benz fusioniert |
| DAK                                         | Deutschland, Berlin | +   | ?             | +     | ?           | ?                 | Markenname einer ehemaligen Kooperation von Dux, Magirus, Presto und Vomag, Markenname eingestellt                                                                                      |
| Dart                                        | USA, Anderson (Indiana), Waterloo (Iowa) und Kansas City (Missouri)                                                             | +   | ?             | +     | +           | +                 | von Paccar übernommen; von Terex übernommen |
| Day-Elder                                   | USA, Irvington (New Jersey) | +   | ?             | ?     | ?           | ?                 | eingestellt |
| Dearborn                                    | USA, Chicago, Illinois | +   | +             | ?     | ?           | ?                 | Unternehmen erloschen |
| Decatur                                     | USA, Decatur, Indiana und Grand Rapids (Michigan)                                                                               | +   | +             | ?     | ?           | ?                 | Marke erloschen |
| Decauville                                  | Frankreich, Corbeil-Essonnes | –   | +             | –     | –           | –                 | Hersteller erloschen |
| De Dietrich                                 | Frankreich, Lunéville | +   | +             | +     | +           | +                 | Marke eingestellt |
| De Dietrich                                 | Deutschland, Jaegerthal-Niederbronn                                                                                             | –   | +             | –     | –           | –                 | Marke eingestellt |
| De Dion, Bouton & Trépardoux                | Frankreich, Paris und Puteaux                                                                                                   | +   | +             | +     | ?           | ?                 | ehemaliger Hersteller, Dampf |
| De Dion-Bouton                              | Frankreich, Puteaux | +   | +             | +     | +           | +                 | ehemaliger Hersteller |
| Delahaye                                    | Frankreich, Tours und Paris | +   | +             | +     | ?           | +                 | von Hotchkiss übernommen und in Hotchkiss-Delahaye umbenannt |
| Delaugère & Clayette                        | Frankreich, Orléans (Loiret) | +   | +             | +     | +           | +                 | ehemaliger Hersteller, von Panhard & Levassor übernommen |
| Dennis                                      | Vereinigtes Königreich, Guildford                                                                                               | +   | ?             | +     | ?           | +                 | ? |
| Dennis-Mann Egerton                         | Vereinigtes Königreich, Norwich                                                                                                 | +   | ?             | +     | ?           | ?                 | ? |
| Dennison                                    | Irland, Rathcoole | +   | ?             | ?     | ?           | ?                 | ? |
| Dependable                                  | USA, Galesburg, Illinois | +   | +             | ?     | ?           | ?                 | Unternehmen erloschen |
| Designwerk                                  | Schweiz, Winterthur, | +   | -             | -     | -           | +                 | Aktueller Hersteller von elektrischen Nutzfahrzeugen (Volvo Group) |
| DeSoto                                      | USA und Türkei, Detroit (Michigan) und Istanbul                                                                                 | +   | ?             | +     | ?           | ?                 | ? |
| Diamond T                                   | USA, Chicago (Illinois) | +   | ?             | +     | ?           | +                 | von White übernommen, Markenname eingestellt |
| DINA                                        | Mexiko, Cuidad Sahagun und Monterrey                                                                                            | +   | ?             | +     | ?           | ?                 | ? |
| Divco                                       | USA, Detroit (Michigan) | ?   | ?             | ?     | ?           | ?                 | Produktion endete 1986 |
| Dixi                                        | Deutschland, Eisenach | +   | ?             | +     | ?           | ?                 | von BMW übernommen, Markenname eingestellt |
| DKW                                         | Deutschland, Ingolstadt und Zschopau                                                                                            | –   | +             | ?     | ?           | ?                 | von VW (Deutschland) übernommen, Markenname eingestellt |
| Dodge                                       | USA, Vereinigtes Königreich, Australien, Indien und Türkei, Detroit (Michigan), Kew und Dunstable, Adelaide, Bombay und Kadiköy | +   | +             | +     | ?           | ?                 | von Chrysler übernommen, Markenname weiter in Verwendung |
| Doll                                        | Deutschland, Oppenau | –   | –             | –     | +           | +                 | aktuell produzierender Hersteller |
| DOMI                                        | Dänemark, Glostrup | –   | +             | +     | –           | –                 | ehemaliger Hersteller |
| DongFeng                                    | China, Shiyan | +   | ?             | +     | ?           | ?                 | aktuell produzierender Hersteller |
| Douglas                                     | USA, Omaha, Nebraska | +   | ?             | ?     | ?           | +                 | von Paccar Unternehmen erloschen |
| Douglas                                     | Vereinigtes Königreich, Cheltenham                                                                                              | +   | ?             | ?     | ?           | ?                 | ? |
| Drauz-Werke                                 | Deutschland, Heilbronn | ?   | ?             | +     | +           | ?                 | Nutzfahrzeugproduktion eingestellt |
| Drögmöller                                  | Deutschland, Heilbronn | ?   | ?             | +     | ?           | ?                 | von Volvo übernommen, Markenname eingestellt |
| Dürkopp                                     | Deutschland, Bielefeld | +   | +             | +     | ?           | +                 | Nutzfahrzeugproduktion eingestellt |
| Duple                                       | Vereinigtes Königreich, Hornsey                                                                                                 | –   | –             | +     | +           | –                 | 1983 an Herstair verkauft, Nutzfahrzeugproduktion 1989 eingestellt |
| Duplex                                      | USA, Charlotte (Michigan), Lansing (Michigan), Winona (Minnesota)                                                               | +   | ?             | +     | ?           | +                 | von Warner-Swasey übernommen, Marke erloschen |
| Dux                                         | Deutschland, Leipzig | +   | ?             | +     | ?           | ?                 | in Auto Union AG aufgegangen, Markenname eingestellt |
| E                                           | |     |               |       |             |                   | |
| Hersteller- bzw. Markenname                 | Land, Ort | Lkw | Trans- porter | Busse | Auf- bauten | Sonder- fahrzeuge | wirtschaftlicher Status |
| Eagle                                       | USA, St. Louis, Missouri | +   | +             | ?     | ?           | ?                 | Unternehmen erloschen |
| Eastern Coach Works                         | Vereinigtes Königreich, Lowestoft                                                                                               | –   | –             | +     | +           | –                 | von Leyland übernommen, Markenname eingestellt |
| East Lancashire Coachbuilders               | Vereinigtes Königreich | –   | –             | +     | +           | –                 | Firma eingestellt |
| Ebro                                        | Spanien, Barcelona | +   | +             | +     | ?           | ?                 | von Nissan übernommen, Markenname eingestellt |
| EcoCraft Automotive                         | Deutschland, Wunstorf | +   | +             | ?     | ?           | ?                 | ehemaliger Hersteller |
| Econom                                      | Deutschland, Berlin | +   | ?             | ?     | ?           | ?                 | ehemaliger Hersteller |
| Ehrhardt                                    | Deutschland, Zella St. Blasii                                                                                                   | +   | –             | –     | +           | +                 | ehemaliger Hersteller |
| Eicher                                      | Deutschland, Forstern | +   | –             | –     | –           | –                 | Lkw-Produktion an Magirus-Deutz abgegeben |
| Eicher Goodearth                            | Indien, Pithampur | +   | ?             | +     | ?           | ?                 | aktuell produzierender Hersteller |
| Eichhoff                                    | Deutschland, Schieder-Schwalenberg                                                                                              | +   | –             | –     | +           | +                 | ehemaliger Hersteller |
| EKOBUS                                      | Tschechien, Česká Lípa | ?   | ?             | +     | ?           | ?                 | aktuell produzierender Hersteller |
| Elitewagen                                  | Deutschland, Brand-Erbisdorf | +   | +             | –     | +           | +                 | ehemaliger Hersteller |
| Emmelmann                                   | Deutschland, Hannover | ?   | ?             | +     | +           | ?                 | ehemaliger Hersteller |
| ENASA                                       | Spanien, ? | +   | ?             | +     | ?           | ?                 | ehemaliger Mutterkonzern von Pegaso und Seddon Atkinson, von Iveco übernommen, Markenname eingestellt                                                                                   |
| Enser                                       | Deutschland, Fürth | +   | ?             | ?     | ?           | ?                 | ehemaliger Hersteller von Zugmaschinen |
| Erdmann & Rossi                             | Deutschland, Berlin | ?   | ?             | ?     | ?           | ?                 | ehemaliger Hersteller |
| ERF                                         | Vereinigtes Königreich, Reading                                                                                                 | +   | ?             | +     | ?           | ?                 | von MAN übernommen, Markenname eingestellt |
| Esco                                        | USA, ? (?) | +   | ?             | ?     | ?           | ?                 | ? |
| Euclid                                      | USA, Cleveland (Ohio) | +   | –             | –     | –           | +                 | von Hitachi übernommen |
| EvoBus                                      | Deutschland, Kirchheim unter Teck                                                                                               | –   | –             | +     | –           | –                 | gehört zur Daimler AG, Markennamen Mercedes-Benz und Setra |
| Eylert                                      | Deutschland, Wuppertal | –   | –             | –     | +           | +                 | Nutzfahrzeugproduktion eingestellt |
| F                                           | |     |               |       |             |                   | |
| Hersteller- bzw. Markenname                 | Land, Ort | Lkw | Trans- porter | Busse | Auf- bauten | Sonder- fahrzeuge | wirtschaftlicher Status |
| Fafnir                                      | Deutschland, Aachen | +   | ?             | ?     | ?           | ?                 | ehemaliger Hersteller |
| Fageol                                      | USA, Oakland (Kalifornien) | +   | ?             | +     | +           | ?                 | wurde zu Peterbilt |
| Fageol                                      | USA, Kent (Ohio) | –   | +             | +     | –           | ?                 | Markenname eingestellt |
| Fahr                                        | Deutschland, Gottmadingen | +   | –             | –     | ?           | ?                 | von Klöckner-Humboldt-Deutz übernommen, Markenname im Nutzfahrzeugbereich eingestellt                                                                                                   |
| FAKA                                        | Deutschland, Bückeburg | –   | –             | +     | +           | ?                 | Nutzfahrzeugproduktion eingestellt |
| FAMO                                        | Deutschland, Breslau | +   | ?             | ?     | ?           | +                 | ? |
| Famous                                      | USA, St. Joseph, Michigan | –   | +             | –     | –           | –                 | Unternehmen und Marke erloschen |
| FAP                                         | Serbien, Priboj | +   | –             | +     | –           | +                 | aktuell produzierender Hersteller |
| FAR                                         | Frankreich, Gennevilliers | +   | ?             | ?     | ?           | ?                 | ? |
| Fargo (Türkei)                              | Türkei, Kadiköy | ?   | ?             | ?     | ?           | ?                 | gehört zu Askam, Produktion 2015 eingestellt |
| Fargo (USA)                                 | USA, Detroit, Michigan | +   | ?             | ?     | ?           | ?                 | ehemaliger Markenname von Chrysler, Markenname eingestellt |
| Faun                                        | Deutschland, Lauf an der Pegnitz                                                                                                | +   | +             | +     | +           | +                 | Nutzfahrzeugproduktion (abgesehen von Kran- und Spezialfahrzeugen) eingestellt, von Tadano übernommen, Markenname weiter in Verwendung                                                  |
| FAUN Umwelttechnik                          | Deutschland, Osterholz-Scharmbeck                                                                                               | +   | –             | –     | +           | +                 | gehört zur Kirchhoff Gruppe, aktueller Markenname |
| Feber                                       | Polen, Sieradz | –   | –             | –     | +           | +                 | aktuell produzierender Hersteller |
| FAW                                         | China, Jilin Province | +   | +             | +     | ?           | ?                 | aktuell produzierender Hersteller |
| FBW                                         | Schweiz, Wetzikon | +   | ?             | +     | ?           | +                 | mit Saurer zu NAW fusioniert, Markenname eingestellt |
| Federal                                     | USA, Detroit, Michigan und Minneapolis, Minnesota                                                                               | +   | ?             | +     | ?           | ?                 | Marke erloschen |
| Feldbinder                                  | Deutschland, Winsen (Luhe) | –   | –             | –     | +           | +                 | aktueller Markenname |
| FEG                                         | Deutschland, Gera | ?   | ?             | ?     | ?           | ?                 | ? |
| FFG                                         | Deutschland, Hamburg | ?   | ?             | +     | +           | +                 | ? |
| Fiat                                        | Italien, Turin | +   | +             | +     | ?           | +                 | Mutterkonzern von Iveco, Nutzfahrzeugproduktion (abgesehen von Kleintransportern) in Iveco aufgegangen, Markenname im Nutzfahrzeugbereich (abgesehen von Kleintransportern) eingestellt |
| Fiat-Unic                                   | Italien und Frankreich, Turin, Puteaux und Trappes                                                                              | +   | ?             | +     | ?           | ?                 | Markenname einer ehemaligen Kooperation von Fiat und Unic, Markenname eingestellt |
| Fliegl                                      | Deutschland, Triptis | –   | –             | –     | +           | +                 | aktuell produzierender Hersteller |
| Fleischer                                   | Deutschland, Gera | ?   | ?             | +     | ?           | ?                 | nach 1990 treuhandlich abgewickelt |
| Flader                                      | Deutschland, Jöhstadt | +   | –             | –     | +           | +                 | Nutzfahrzeugproduktion eingestellt |
| Flextruc                                    | Kanada, Ontario | +   | ?             | ?     | ?           | ?                 | ? |
| FNM                                         | Brasilien, Duque de Caxias | +   | ?             | +     | ?           | ?                 | von Iveco übernommen, Markenname eingestellt |
| Foden                                       | Vereinigtes Königreich, Sandbach                                                                                                | +   | ?             | +     | ?           | ?                 | von Paccar übernommen, Markenname eingestellt |
| Force Motors                                | Indien, Pune | +   | ?             | ?     | ?           | ?                 | Schwere Nutzfahrzeuge mit dem Markennamen MAN wieder an MAN abgegeben. Gründung von MAN Trucks India                                                                                    |
| Ford (Europa)                               | Deutschland und Spanien, Berlin, Köln und Barcelona                                                                             | +   | +             | +     | ?           | ?                 | Nutzfahrzeugproduktion (abgesehen von Kleintransportern) eingestellt |
| Ford (Vereinigtes Königreich)               | Vereinigtes Königreich, Dagenham (Essex)                                                                                        | +   | +             | +     | ?           | ?                 | 1917–1932 und 1965–1986 |
| Ford (Kanada)                               | Kanada, Oakville | ?   | +             | ?     | ?           | ?                 | ? |
| Ford (Türkei)                               | Türkei, ? | +   | ?             | ?     | ?           | ?                 | aktueller Markenname |
| Ford (USA)                                  | USA, Dearborn (Michigan) und Louisville (Kentucky)                                                                              | +   | +             | ?     | ?           | ?                 | Bereich der schweren Nutzfahrzeuge von DaimlerChrysler übernommen |
| Fordson                                     | Vereinigtes Königreich, Dagenham (Essex)                                                                                        | +   | +             | +     | ?           | ?                 | Marke von Ford of Britain 1933–1939 |
| Fordson Thames                              | Vereinigtes Königreich, Dagenham (Essex)                                                                                        | +   | +             | +     | ?           | ?                 | Marke von Ford of Britain 1939–1957 |
| Ford Thames                                 | Vereinigtes Königreich, Dagenham (Essex)                                                                                        | +   | +             | +     | ?           | ?                 | Marke von Ford of Britain 1939–1957 |
| Fort Wayne                                  | USA, Fort Wayne (Indiana) | +   | +             | +     | –           | –                 | 1911–1913. Nicht identisch mit Fort Wayne Automobile Company (Automobilprototyp 1903)                                                                                                   |
| Foton                                       | China, Peking | +   | +             | +     | ?           | ?                 | aktuell produzierender Hersteller |
| Fowler                                      | Vereinigtes Königreich, Leeds                                                                                                   | +   | ?             | ?     | ?           | ?                 | ? |
| Framo                                       | Deutschland, Frankenberg | +   | +             | ?     | ?           | ?                 | in Barkas umbenannt |
| Franklin                                    | USA, New York | +   | +             | –     | –           | –                 | Nutzfahrzeuge 1905–1920; keine schweren LKW nach 1912. Marke 1934 erloschen |
| Freeman                                     | USA, Detroit (Michigan) | +   | ?             | –     | ?           | ?                 | Unternehmen erloschen |
| Freightliner                                | USA, Portland (Oregon) | +   | –             | +     | –           | –                 | von Daimler-Benz übernommen, Markenname weiter in Verwendung |
| Fremont-Mais                                | USA, Fremont (Ohio) | +   | –             | –     | –           | –                 | erloschener Markenname |
| Frese & Co.                                 | Russland, St. Petersburg | +   | –             | +     | +           | –                 | Produktion um 1904 eingestellt |
| Frontenac                                   | USA, Newburgh New York | +   | ?             | ?     | ?           | ?                 | ? |
| Fross-Büssing                               | Österreich, Wien | +   | ?             | ?     | ?           | ?                 | ? |
| Fruehauf                                    | Frankreich, Auxerre | –   | –             | –     | +           | +                 | von Wielton übernommen, Marke weiter in Verwendung |
| FSC                                         | Polen, Lublin | +   | +             | –     | +           | –                 | ehemaliger Hersteller |
| FTF                                         | Niederlande, Wijchen | +   | -             | -     | -           | +                 | Produktion eingestellt |
| Fulton                                      | USA, Farmingdale (New York) | +   | –             | –     | –           | –                 | Markenname eingestellt |
| Fuso                                        | Japan, Tokio | +   | ?             | +     | +           | ?                 | von Daimler AG übernommen, Markenname weiter in Verwendung |
| FWD (Vereinigtes Königreich)                | Vereinigtes Königreich, Slough                                                                                                  | +   | ?             | ?     | ?           | ?                 | Marke erloschen |
| FWD (USA)                                   | USA, Clintonville (Wisconsin)                                                                                                   | +   | +             | ?     | ?           | +                 | von Corsta Corporation übernommen |
| G                                           | |     |               |       |             |                   | |
| Hersteller- bzw. Markenname                 | Land, Ort | Lkw | Trans- porter | Busse | Auf- bauten | Sonder- fahrzeuge | wirtschaftlicher Status |
| Galloway                                    | USA, Waterloo (Iowa) | –   | +             | –     | –           | –                 | auch Badge engineering, Mason Markenname eingestellt |
| Gangloff                                    | Frankreich, Colmar, Elsass | –   | –             | +     | +           | ?                 | eingestellt |
| Gangloff                                    | Schweiz, Bern | –   | –             | +     | +           | ?                 | aktiv, Busaufbauten eingestellt |
| Garner                                      | Vereinigtes Königreich, Birmingham                                                                                              | +   | ?             | ?     | ?           | ?                 | ? |
| Garrett                                     | Vereinigtes Königreich, Leiston                                                                                                 | +   | ?             | ?     | ?           | ?                 | ? |
| GAZ                                         | Russland, Nischni Nowgorod | +   | +             | +     | +           | +                 | aktuell produzierender Hersteller |
| Genoto                                      | Türkei, Istanbul | +   | ?             | ?     | ?           | ?                 | ? |
| Gersix                                      | USA, Seattle (Washington) | +   | –             | –     | –           | ?                 | in Kenworth umbenannt |
| Gilford                                     | Vereinigtes Königreich, High Wycombe                                                                                            | +   | –             | +     | +           | +                 | Marke erloschen |
| Gillet-Forest                               | Frankreich, Saint-Cloud, Hauts-de-Seine                                                                                         | +   | +             | +     | –           | –                 | Marke erloschen |
| Gillett                                     | Vereinigtes Königreich, Hounslow, Middlesex                                                                                     | +   | +             | +     | –           | –                 | Dampfwagen, Marke erloschen |
| Ginaf                                       | Niederlande, Veenendaal | +   | –             | +     | +           | +                 | aktuell produzierender Hersteller |
| GM                                          | USA, Detroit (Michigan) | +   | ?             | +     | ?           | ?                 | aktuell produzierender Hersteller, Konzern mit diversen Marken |
| GMC                                         | USA, Detroit | +   | +             | +     | ?           | ?                 | von GM übernommen, Markenname weiter in Verwendung |
| Graham Brothers                             | USA, Detroit (Michigan) | +   | +             | +     | –           | –                 | Nutzfahrzeuge, auch Aufbauten in Kit-Form. Produktion eingestellt. |
| Grether & Cie.                              | Deutschland, Freiburg | +   | –             | –     | +           | +                 | Nutzfahrzeugproduktion eingestellt |
| Goldhofer                                   | Deutschland, Memmingen | –   | –             | –     | +           | +                 | aktuell produzierender Hersteller |
| Golden Dragon                               | Volksrepublik China, Xiamen | –   | +             | +     | –           | +                 | aktuell produzierender Hersteller |
| Goliath                                     | Deutschland, Bremen-Hastedt | +   | +             | ?     | ?           | ?                 | Markenname von Borgward, Markenname eingestellt |
| Gotfredson                                  | Kanada, Walkerville (Ontario)                                                                                                   | +   | +             | +     | ?           | +                 | Aufgelöst |
| Göppel Bus                                  | Deutschland, Augsburg und Ehrenhain                                                                                             | –   | –             | +     | +           | +                 | Insolvent |
| Graaff                                      | Deutschland, Elze | –   | –             | +     | +           | –                 | Nutzfahrzeugproduktion eingestellt |
| Gräf & Stift                                | Österreich, Wien | +   | ?             | +     | ?           | +                 | von MAN übernommen, Markenname eingestellt |
| Graham Brothers                             | USA, Evansville (Indiana) | +   | +             | ?     | ?           | +                 | übernommen von Dodge; Marke erloschen |
| Grand Rapids                                | USA, Grand Rapids (Michigan) | +   | +             | ?     | ?           | ?                 | Marke erloschen |
| Guang-Dong                                  | China, Hefei | ?   | ?             | ?     | ?           | ?                 | ? |
| Grumman                                     | USA, New York (New York) | +   | ?             | ?     | ?           | ?                 | ? |
| Güleryüz                                    | Türkei, Bursa | ?   | ?             | +     | ?           | ?                 | aktuell produzierender Hersteller |
| Gutbrod                                     | Deutschland, Plochingen | ?   | +             | ?     | ?           | ?                 | von Modern Tool and Die übernommen, Nutzfahrzeugproduktion eingestellt |
| Guy                                         | Vereinigtes Königreich, Wolverhampton                                                                                           | +   | ?             | +     | ?           | ?                 | von Jaguar übernommen, Markenname eingestellt |
| GV                                          | USA und Vereinigtes Königreich, Long Island (New York) und Birmingham                                                           | +   | ?             | ?     | ?           | ?                 | ? |
| H                                           | |     |               |       |             |                   | |
| Hersteller- bzw. Markenname                 | Land, Ort | Lkw | Trans- porter | Busse | Auf- bauten | Sonder- fahrzeuge | wirtschaftlicher Status |
| Hagen                                       | Deutschland, Köln-Kalk | +   | –             | +     | –           | +                 | Nutzfahrzeugproduktion eingestellt |
| Hahn                                        | USA, Hamburg, Pennsylvania | +   | –             | +     | –           | +                 | Produktion eingestellt |
| Hako                                        | Deutschland, Bad Oldesloe | –   | –             | –     | ?           | +                 | aktiv |
| Hall                                        | Deutschland, Köln | ?   | ?             | ?     | +           | ?                 | ehemaliger Hersteller |
| Halley                                      | Vereinigtes Königreich, Glasgow                                                                                                 | +   | ?             | ?     | ?           | ?                 | ? |
| Hallford                                    | Vereinigtes Königreich, Dartford                                                                                                | +   | ?             | ?     | ?           | ?                 | ? |
| Hanomag                                     | Deutschland, Hannover | +   | +             | ?     | ?           | ?                 | von Rheinstahl übernommen und mit Henschel zu Hanomag-Henschel fusioniert |
| Hanomag-Henschel                            | Deutschland, Hannover | +   | +             | –     | ?           | ?                 | von Daimler-Benz übernommen und mit Mercedes-Benz fusioniert, Markenname eingestellt |
| Hansa-Lloyd                                 | Deutschland, Varel | +   | +             | +     | ?           | ?                 | ehemaliger Markenname von Borgward, Markenname eingestellt |
| Hardy                                       | Vereinigtes Königreich, Slough                                                                                                  | +   | ?             | ?     | ?           | ?                 | Marke erloschen |
| Harmening                                   | Deutschland, Bückeburg | +   | +             | +     | +           | +                 | von Kögel übernommen, Nutzfahrzeugproduktion eingestellt |
| Haulamatic                                  | Vereinigtes Königreich, Wolverhampton                                                                                           | +   | ?             | ?     | ?           | ?                 | ? |
| Hawkeye                                     | USA, Sioux City, Iowa | +   | –             | –     | ?           | –                 | Unternehmen erloschen |
| Hayes                                       | Kanada, Vancouver | +   | ?             | +     | ?           | ?                 | von Mack übernommen; an Paccar. Markenname eingestellt |
| Hendrickson                                 | USA, Lyons (Illinois) | +   | ?             | ?     | ?           | ?                 | durch Boler übernommen |
| Henschel                                    | Deutschland, Kassel | +   | ?             | +     | ?           | +                 | von Rheinstahl übernommen und mit Hanomag zu Hanomag-Henschel fusioniert |
| Henschel-Commer                             | Deutschland und Vereinigtes Königreich, Kassel, Luton und Dunstable                                                             | +   | +             | ?     | ?           | ?                 | Markenname einer ehemaligen Kooperation von Henschel und Commer, Markenname eingestellt                                                                                                 |
| Henschel-Saviem-Renault                     | Deutschland und Frankreich, Kassel, Suresnes und Blainville                                                                     | +   | ?             | +     | ?           | ?                 | Markenname einer ehemaligen Kooperation von Henschel und Saviem, Markenname eingestellt                                                                                                 |
| Henschel & Sohn                             | Deutschland, Kassel | +   | ?             | +     | ?           | +                 | in Henschel umbenannt |
| Henschel                                    | Deutschland, Berlin | +   | –             | –     | +           | +                 | von Elite-Werke übernommen, Markenname eingestellt. |
| Hering                                      | Deutschland, Gera-Untermhaus | +   | +             | –     | +           | –                 | ehemaliger Hersteller |
| Herrmann                                    | Deutschland, Hamburg-Wandsbek                                                                                                   | ?   | ?             | ?     | +           | +                 | ? |
| Hess                                        | Schweiz, Bellach | –   | –             | +     | +           | –                 | aktuell produzierender Hersteller |
| Hessia                                      | Deutschland, Kassel | +   | ?             | +     | ?           | ?                 | ehemaliger Markenname von Henschel & Sohn, Markenname eingestellt |
| Heuliez                                     | Frankreich, Rorthaist | ?   | ?             | +     | +           | ?                 | von Irisbus übernommen, Markenname weiter in Verwendung |
| Hewitt                                      | USA, New York (New York) | +   | ?             | ?     | ?           | ?                 | Markenname eingestellt |
| Hewitt-Lindstom                             | USA, Chicago (Illinois) | ?   | +             | +     | +           | +                 | Markenname eingestellt |
| HHT                                         | Vereinigtes Königreich, Heanor                                                                                                  | +   | ?             | ?     | ?           | ?                 | ? |
| Higer                                       | Volksrepublik China, Suzhou | –   | –             | +     | –           | +                 | aktuell produzierender Hersteller |
| Hillen                                      | Deutschland, Berlin | -   | -             | -     | -           | +                 | Markenname eingestellt |
| Hindustan                                   | Indien, Kalkutta | +   | ?             | ?     | ?           | ?                 | ? |
| Hino                                        | Japan, Tokio | +   | ?             | +     | ?           | +                 | von Toyota übernommen, Markenname weiter in Verwendung |
| Hispano-Suiza                               | Spanien, Barcelona | +   | ?             | +     | ?           | ?                 | in Pegaso aufgegangen, Markenname im Nutzfahrzeugbereich eingestellt |
| Hogra                                       | Niederlande, Ravenstein | +   | –             | –     | –           | –                 | ehemaliger Hersteller |
| Holden                                      | Australien, Melbourne | +   | ?             | –     | ?           | ?                 | von GM übernommen, Produktion und Markenname eingestellt |
| Hong-Yan                                    | China, Chongqing und Sichuan | ?   | ?             | ?     | ?           | ?                 | ? |
| Horch                                       | Deutschland, Zwickau | +   | ?             | +     | ?           | ?                 | in Auto Union AG aufgegangen, Markenname eingestellt; Markenrechte bei Audi |
| Hotchkiss                                   | Frankreich, Saint-Denis | +   | ?             | +     | ?           | ?                 | ? |
| Hotchkiss-Delahaye                          | Frankreich, Saint-Denis, Tours und Paris                                                                                        | +   | ?             | ?     | ?           | ?                 | ehemaliger Markenname von Hotchkiss, Markenname eingestellt |
| HSG                                         | Vereinigtes Königreich, London                                                                                                  | +   | ?             | ?     | ?           | ?                 | ? |
| Huanghe                                     | China, Shintung | +   | ?             | ?     | ?           | ?                 | ? |
| Huffman                                     | USA, Sioux City, Iowa | +   | –             | –     | ?           | –                 | Unternehmen erloschen |
| Hug                                         | USA, Highland (Illinois) | +   | –             | +     | +?          | ?                 | Unternehmen erloschen |
| Humboldt-Deutz                              | Deutschland, Köln | +   | –             | +     | +           | +                 | in Klöckner-Humboldt-Deutz (KHD) umbenannt |
| Hurlburt                                    | USA, Sioux City, Iowa | +   | –             | –     | ?           | –                 | Unternehmen erloschen |
| Hyundai                                     | Südkorea, Seoul | +   | +             | +     | ?           | ?                 | aktuell produzierender Hersteller |
| I                                           | |     |               |       |             |                   | |
| Hersteller- bzw. Markenname                 | Land, Ort | Lkw | Trans- porter | Busse | Auf- bauten | Sonder- fahrzeuge | wirtschaftlicher Status |
| Ibex                                        | USA, Salt Lake City (Utah) | +   | ?             | ?     | ?           | ?                 | ? |
| Ikarus                                      | Ungarn, Budapest | –   | –             | +     | +           | –                 | aktuell produzierender Hersteller |
| Indiana                                     | USA, Marion (Indiana) | +   | –             | +     | –           | –                 | von White übernommen, Markenname eingestellt |
| IFA                                         | DDR, Ludwigsfelde | +   | +             | +     | ?           | ?                 | von Daimler-Benz übernommen, Markenname eingestellt |
| International                               | USA Chicago (Illinois) | +   | ?             | +     | ?           | ?                 | ehemaliger Markenname von International Harvester, aktueller Markenname von Navistar International                                                                                      |
| International Harvester                     | USA und Australien, Chicago (Illinois) und Melbourne                                                                            | +   | ?             | +     | ?           | ?                 | in Navistar International umbenannt |
| Inter-State                                 | USA Muncie (Indiana) | +   | ?             | ?     | ?           | +                 | Firma und Markenname erloschen |
| Intrall                                     | Polen, Lublin | +   | +             | +     | +           | +                 | Insolvenz |
| Irizar                                      | Spanien, Ormaiztegi | ?   | ?             | +     | +           | ?                 | aktuell produzierender Hersteller |
| Isotta Fraschini                            | Italien, Mailand | +   | ?             | +     | ?           | ?                 | Nutzfahrzeugproduktion eingestellt |
| Istanbul-Fruehauf                           | Türkei, ? | ?   | ?             | ?     | ?           | ?                 | ? |
| Isuzu                                       | Japan, Tokio | +   | ?             | +     | ?           | ?                 | aktuell produzierender Hersteller |
| Iveco                                       | Italien, Turin | +   | +             | +     | +           | +                 | gehört zu Fiat, aktuell produzierender Hersteller, Konzern mit diversen Marken |
| Iveco Bus                                   | Frankreich, Saint-Priest, Lyon, Vysoké Mýto (Iveco Czech Republik, Tschechien)                                                  | –   | ?             | +     | +           | ?                 | |
| Iveco Magirus                               | Deutschland, Ulm | +   | +             | +     | +           | +                 | gehört zu Iveco, Markenname (abgesehen von Feuerwehrfahrzeugen) eingestellt |
| J                                           | |     |               |       |             |                   | |
| Hersteller- bzw. Markenname                 | Land, Ort | Lkw | Trans- porter | Busse | Auf- bauten | Sonder- fahrzeuge | wirtschaftlicher Status |
| Jarrett                                     | USA, Colorado Springs (Colorado)                                                                                                | +   | ?             | ?     | ?           | ?                 | ? |
| Jaroslawski Awtomobilny Sawod               | Russland, Jaroslawl | +   | –             | –     | –           | –                 | Kurz JaAZ, heute Hersteller von Dieselmotoren, agiert unter der Bezeichnung Jaroslawski Motorny Sawod (JaMZ). Lastwagenfertigung ging an KrAZ.                                          |
| Jeep                                        | USA, Kenosha, Wisconsin | +   | +             | –     | +           | +                 | Marke von Fiat Chrysler Automobiles, Markenname weiter in Verwendung |
| Jeffery                                     | USA, Kenosha, Wisconsin | +   | ?             | ?     | ?           | +                 | ehemaliger Hersteller, in Nash aufgegangen |
| Jelcz                                       | Polen, Jelcz-Laskowice | +   | –             | +     | +           | +                 | derzeit werden nur Militär-Lkw gebaut |
| Jensen                                      | Vereinigtes Königreich, West Bromwich                                                                                           | +   | ?             | +     | ?           | ?                 | ehemaliger Hersteller |
| JerAZ                                       | Armenien, Jerewan | –   | +             | –     | –           | –                 | ehemaliger Hersteller |
| Jessen                                      | Deutschland, ? | ?   | ?             | ?     | +           | ?                 | ? |
| Jiang-Huai                                  | China, Hefei | +   | +             | ?     | ?           | ?                 | ? |
| Jiangling                                   | China, ? | ?   | ?             | ?     | ?           | ?                 | aktuell produzierender Hersteller |
| Jiaotong                                    | China, Shanghai | +   | ?             | ?     | ?           | ?                 | ? |
| Jiefang                                     | China, Changchun | +   | ?             | ?     | ?           | ?                 | ? |
| Jonckheere                                  | Belgien, Roeselare-Beveren | ?   | ?             | +     | +           | ?                 | gehört zu VDL, Markenname eingestellt |
| Jumbo                                       | USA, Saginaw, Michigan | +   | –             | –     | –           | –                 | Unternehmen erloschen |
| K                                           | |     |               |       |             |                   | |
| Hersteller- bzw. Markenname                 | Land, Ort | Lkw | Trans- porter | Busse | Auf- bauten | Sonder- fahrzeuge | wirtschaftlicher Status |
| Kaelble                                     | Deutschland, Backnang | +   | ?             | +     | ?           | +                 | Nutzfahrzeugproduktion (abgesehen von Spezialfahrzeugen) eingestellt, von Atlas GmbH übernommen, Markenname weiter in Verwendung                                                        |
| Kässbohrer Fahrzeugwerke                    | Deutschland, Ulm | ?   | ?             | +     | +           | ?                 | Omnibusbereich von Daimler-Benz übernommen und in EvoBus eingegliedert, Markenname Setra weiter in Verwendung                                                                           |
| Kässbohrer Transport Technik                | Österreich, Eugendorf | –   | +             | –     | +           | +                 | aktuell produzierender Hersteller |
| KAMAG                                       | Deutschland, Ulm | –   | –             | –     | –           | +                 | aktuell produzierender Hersteller, Teil der TII Group |
| KAMAZ                                       | Russland, Nabereschnyje Tschelny                                                                                                | +   | –             | +     | +           | +                 | aktuell produzierender Hersteller |
| Karosa                                      | Tschechien, Vysoké Mýto | –   | –             | +     | –           | +                 | Marke eingestellt; heute Iveco Czech Republic (gehört zu Iveco Bus) |
| Karosseriewerk Erfurt                       | Deutschland, Erfurt | –   | –             | –     | +           | +                 | Marke eingestellt; heute Lamberet (Deutschland), einer Tochtergesellschaft von AVIC |
| Karosseriewerke Otto Kühn                   | Deutschland, Halle (Saale) | –   | –             | +     | –           | –                 | 1920–1945; aufgegangen im VEB Karosseriewerke Halle |
| Karrier                                     | Vereinigtes Königreich, Huddersfield und Luton                                                                                  | +   | ?             | +     | ?           | ?                 | ? |
| Karsan                                      | Türkei, Bursa | +   | +             | +     | –           | –                 | produziert aktuell Elektrobusse und leichte Nutzfahrzeuge in Lizenz |
| Katasi                                      | Slowakei??? | +   | ?             | ?     | ?           | ?                 | ? |
| KAZ                                         | Georgien, Kutaisi | +   | ?             | ?     | ?           | ?                 | ? |
| KAwZ                                        | Russland, Kurgan | –   | –             | +     | –           | –                 | aktiv produzierender Hersteller |
| Kearns                                      | USA, Beavertown. (Pennsylvania)                                                                                                 | +   | ?             | ?     | ?           | ?                 | Markenname erloschen |
| Kearns-Dughie                               | USA, Danville (Pennsylvania) | +   | ?             | ?     | ?           | ?                 | Markenname erloschen |
| Kelly-Springfield, Kelly                    | USA, Springfield, Ohio | +   | ?             | ?     | ?           | +                 | Unternehmen erloschen |
| Kenworth                                    | USA, Seattle, Washington | +   | –             | +     | +           | +                 | von Paccar übernommen, Markenname weiter in Verwendung |
| Kerr Stuart                                 | Vereinigtes Königreich, Stoke-on-Trent                                                                                          | +   | ?             | ?     | ?           | ?                 | ? |
| Kia                                         | Südkorea, Seoul | +   | +             | +     | ?           | ?                 | von Hyundai übernommen, Markenname weiter in Verwendung |
| Kimball                                     | USA, Los Angeles, Kalifornien                                                                                                   | +   | +             | ?     | ?           | ?                 | ehemaliger Hersteller |
| King Long                                   | China, Xiamen | ?   | ?             | +     | ?           | ?                 | aktuell produzierender Hersteller |
| Klatte                                      | Deutschland, Bremen | ?   | ?             | +     | ?           | ?                 | ehemaliger Hersteller |
| Kleiber                                     | USA, San Francisco, Kalifornien                                                                                                 | +   | +             | +     | ?           | ?                 | Unternehmen erloschen |
| Kliemt Electric                             | Deutschland, Berlin | –   | +             | –     | –           | –                 | erloschene Pioniermarke |
| Klöckner-Deutz                              | Deutschland, Ulm | +   | –             | +     | +           | +                 | ehemaliger Markenname von Klöckner-Humboldt-Deutz (KHD), in Magirus-Deutz umbenannt |
| Klöckner-Humboldt-Deutz (KHD)               | Deutschland, Köln | +   | ?             | +     | +           | +                 | ehemaliger Mutterkonzern von Magirus-Deutz und Deutz-Fahr, Nutzfahrzeugproduktion eingestellt                                                                                           |
| KMC                                         | Zypern, Nikosia | +   | ?             | ?     | ?           | ?                 | ? |
| Knox                                        | USA, Springfield, Massachusetts                                                                                                 | +   | ?             | ?     | ?           | ?                 | ? |
| Kögel                                       | Deutschland, Ulm | ?   | ?             | ?     | +           | ?                 | aktuell produzierender Hersteller |
| Komatsu                                     | Japan, Tokio | +   | ?             | ?     | ?           | ?                 | ? |
| Komnick                                     | Deutschland, Elbing | ?   | ?             | +     | ?           | ?                 | ? |
| Kowex                                       | Deutschland, Abstatt | –   | –             | +     | +           | ?                 | Insolvenz 2015 |
| Kramer Allrad                               | Deutschland, Pfullendorf | +   | ?             | ?     | ?           | ?                 | Nutzfahrzeugproduktion eingestellt |
| Krauss-Maffei                               | Deutschland, München | ?   | ?             | +     | +           | ?                 | Nutzfahrzeugproduktion eingestellt |
| KrAZ                                        | Ukraine, Krementschuk | +   | –             | –     | +           | +                 | aktuell produzierender Hersteller |
| Kromhout                                    | Niederlande, Amsterdam | +   | ?             | +     | ?           | ?                 | ? |
| Krone                                       | Deutschland, Werlte | –   | –             | –     | +           | +                 | aktuell produzierender Hersteller |
| Krupp                                       | Deutschland, Essen | +   | –             | +     | ?           | +                 | Nutzfahrzeugproduktion eingestellt |
| Kruse                                       | Deutschland, Hamburg | +   | ?             | ?     | ?           | ?                 | Marke erloschen |
| Kŭmsŏng-Traktorenwerk                       | Nordkorea, Kŭmsŏng | –   | –             | –     | –           | +                 | aktuell produzierender Hersteller |
| Kusters                                     | Niederlande, Venlo | ?   | ?             | +     | +           | +                 | gehört zu VDL, aktueller Markenname |
| KZKT                                        | Russland, Kurgan | +   | –             | –     | –           | +                 | insolvent seit 2011 |
| L                                           | |     |               |       |             |                   | |
| Hersteller- bzw. Markenname                 | Land, Ort | Lkw | Trans- porter | Busse | Auf- bauten | Sonder- fahrzeuge | wirtschaftlicher Status |
| Labourier                                   | Frankreich, Mouchard | +   | ?             | ?     | ?           | ?                 | ? |
| Lacre                                       | Vereinigtes Königreich, Letchworth Garden City                                                                                  | +   | ?             | ?     | ?           | ?                 | ? |
| Laffly                                      | Frankreich | +   | ?             | ?     | ?           | ?                 | ? |
| LaFrance-Foamite                            | Kanada, Toronto, Ontario | –   | –             | –     | ?           | +                 | Niederlassung von American LaFrance, Marke erloschen |
| LaFrance-Republic                           | USA, Alma (Michigan) | +   | ?             | ?     | ?           | ?                 | von Sterling übernommen, Markenname eingestellt |
| Lamberet                                    | Frankreich, Saint-Cyr-sur-Menthon                                                                                               | –   | –             | –     | +           | +                 | von AVIC übernommen, aktuell produzierender Hersteller |
| Lancia                                      | Italien, Turin | +   | +             | +     | ?           | +                 | Nutzfahrzeugbereich in Iveco aufgegangen, Markenname im Nutzfahrzeugbereich eingestellt                                                                                                 |
| Landauer                                    | – | –   | +             | –     | –           | –                 | ehemaliger Markenname von Benz & Cie., Markenname eingestellt |
| Land Rover                                  | Vereinigtes Königreich, ? | ?   | ?             | ?     | ?           | ?                 | von Tata übernommen, Markenname weiter in Verwendung |
| Langendorf                                  | Deutschland, Waltrop | –   | –             | –     | +           | +                 | von Wielton übernommen, aktuell produzierender Hersteller |
| Larrabee                                    | USA, Binghamton (New York) | +   | ?             | ?     | ?           | +                 | erloschener Markenname |
| Latil                                       | Frankreich, Suresnes | +   | +             | +     | –           | +                 | in Saviem aufgegangen, Markenname eingestellt |
| Laurin & Klement                            | | +   | –             | +     | –           | –                 | von Škoda Auto übernommen, Markenname eingestellt |
| Lauth-Juergens                              | USA, Chicago (Illinois) + Fremont (Ohio)                                                                                        | +   | ?             | ?     | ?           | ?                 | erloschener Markenname |
| LAZ                                         | Ukraine, Lwiw | –   | –             | +     | –           | –                 | aktiv produzierender Hersteller |
| LDV                                         | Vereinigtes Königreich, Birmingham                                                                                              | ?   | +             | ?     | ?           | ?                 | von GAZ übernommen, Produktion und Markenname eingestellt |
| Leader                                      | Australien, Toowoomba | +   | ?             | ?     | ?           | ?                 | ? |
| Lebed                                       | Russland, Jaroslawl | +   | –             | –     | –           | –                 | Ab 1918 Jaroslawski Awtomobilny Sawod |
| Lectra Haul                                 | USA, Tulsa, Oklahoma | ?   | ?             | ?     | ?           | ?                 | ? |
| Lehigh                                      | USA, Allentown, Pennsylvania | +   | –             | '     | –           | –                 | zu Bethlehem; Marken erloschen |
| Ley                                         | Deutschland, Arnstadt | +   | –             | +     | +           | –                 | Nutzfahrzeugproduktion eingestellt |
| Leyland                                     | Vereinigtes Königreich, Leyland                                                                                                 | +   | +             | +     | +           | ?                 | von DAF übernommen und in Leyland-DAF umbenannt |
| Leyland-DAF                                 | Vereinigtes Königreich, Thame                                                                                                   | +   | ?             | ?     | ?           | ?                 | ehemaliger Markenname von DAF, Markenname eingestellt |
| LIAZ                                        | Tschechien, Jablonec nad Nisou                                                                                                  | +   | –             | +     | +           | +                 | Marke erloschen, wurde von TEDOM übernommen |
| LiAZ                                        | Russland, Likino-Duljowo | –   | –             | +     | –           | –                 | gehört zur GAZ-Gruppe |
| Liebherr                                    | Deutschland, Ehingen (Donau) | –   | –             | –     | ?           | +                 | aktuell produzierender Hersteller |
| Lippard-Stewart                             | USA, Buffalo (New York) | +   | +             | ?     | ?           | ?                 | ? |
| Locomobile                                  | USA, Bridgeport (Connecticut)                                                                                                   | +   | ?             | ?     | ?           | ?                 | Marke erloschen. Vgl. auch Riker |
| Loeb                                        | Deutschland, Berlin | ?   | ?             | ?     | ?           | ?                 | ? |
| Lohéac                                      | Frankreich, Rouen | +   | ?             | ?     | ?           | ?                 | ? |
| Lomount                                     | Vereinigtes Königreich, Colnbrook                                                                                               | +   | ?             | ?     | ?           | ?                 | ? |
| Lorraine-Dietrich                           | Frankreich, Lunéville | +   | ?             | +     | ?           | ?                 | ? |
| LuAZ                                        | Ukraine, Luzk | –   | +             | –     | –           | –                 | Im Jahr 2000 nach Insolvenz von Bohdan aufgekauft, eigene Fertigung eingestellt. |
| Ludewig                                     | Deutschland, Essen | –   | –             | +     | +           | –                 | Nutzfahrzeugproduktion eingestellt |
| Ludwig Kathe & Sohn                         | Deutschland, Halle (Saale) | –   | –             | –     | +           | +                 | 1833–1948; aufgegangen im VEB Karosseriewerke Halle |
| Lueg                                        | Deutschland, Bochum | ?   | ?             | ?     | +           | ?                 | Fahrzeugproduktion eingestellt |
| M                                           | |     |               |       |             |                   | |
| Hersteller- bzw. Markenname                 | Land, Ort | Lkw | Trans- porter | Busse | Auf- bauten | Sonder- fahrzeuge | wirtschaftlicher Status |
| Mack                                        | USA, Greensboro | +   | ?             | +     | ?           | +                 | von Volvo übernommen, Markenname weiter in Verwendung |
| Madara                                      | Bulgarien, Schumen | +   | ?             | ?     | ?           | ?                 | ? |
| Marchi Mobile                               | Österreich, Wien | ?   | ?             | +     | +           | +                 | aktuell produzierender Hersteller, Konzern mit diversen Marken |
| MAF                                         | Deutschland, Markranstädt | ?   | ?             | ?     | ?           | ?                 | ? |
| Magirus                                     | Deutschland, Ulm | +   | +             | +     | +           | +                 | von Humboldt-Deutz übernommen und in Klöckner-Deutz umbenannt |
| Magirus-Deutz                               | Deutschland, Ulm und Mainz | +   | –             | +     | +           | +                 | in Iveco aufgegangen und in Magirus Iveco umbenannt |
| Magirus Iveco                               | Deutschland, Ulm und Mainz | +   | –             | +     | +           | +                 | ehemaliger Markenname von Iveco, in Iveco Magirus umbenannt |
| Maltby                                      | Vereinigtes Königreich, Sandgate (Kent)                                                                                         | +   | +             | +     | +           | ?                 | Markenname eingestellt |
| MAN                                         | Deutschland, München | +   | +             | +     | +           | +                 | aktuell produzierender Hersteller, Konzern mit diversen Marken |
| MAN Trucks India Pvt. Ltd.                  | Indien, Pune | +   | –             | +     | +           | +                 | entstanden aus Joint Venture mit Force Motors, jetzt im MAN Truck & Bus Konzern eingegliedert                                                                                           |
| MAN Latin America                           | Brasilien, São Paulo | +   | +             | +     | +           | +                 | bis 2009 Teil von VW Nutzfahrzeuge, dann an MAN SE verkauft, die wiederum 2014 von VW übernommen wurde                                                                                  |
| MAN-Büssing                                 | Deutschland, München | +   | –             | +     | ?           | ?                 | ehemaliger Markenname von MAN nach Übernahme von Büssing, Markenname eingestellt |
| MAN-VW                                      | Deutschland, München und Hannover                                                                                               | +   | –             | ?     | ?           | ?                 | Markenname einer ehemaligen Kooperation von MAN und VW (Deutschland), Markenname eingestellt                                                                                            |
| Manchester                                  | Vereinigtes Königreich, Stockport                                                                                               | +   | ?             | ?     | ?           | ?                 | ? |
| Manderbach                                  | Deutschland, Wissenbach | +   | +             | +     | ?           | +                 | ehemaliger Hersteller |
| MAN-Meccanica                               | Italien, ? | +   | ?             | ?     | ?           | +                 | ? |
| Mann                                        | Vereinigtes Königreich, Hunslet und Leeds                                                                                       | +   | ?             | ?     | ?           | ?                 | ? |
| Mannesmann                                  | Deutschland, Düsseldorf | +   | ?             | +     | ?           | ?                 | ehemaliger Mutterkonzern von MULAG, Nutzfahrzeugproduktion eingestellt |
| Marcopolo                                   | Brasilien, Caxias do Sul | ?   | ?             | +     | ?           | ?                 | aktuell produzierender Hersteller |
| Marbus                                      | Slowenien | ?   | ?             | +     | ?           | ?                 | ? |
| Marmon                                      | Vereinigte Staaten, Denton (Texas) und Dallas (Texas)                                                                           | +   | ?             | ?     | ?           | ?                 | |
| Marmon-Herrington                           | USA, Indianapolis (Indiana) | +   | ?             | ?     | ?           | ?                 | Kraftfahrzeugproduktion eingestellt, rüstet heute Fahrzeuge auf Allrad um und produziert Achsen                                                                                         |
| Martin                                      | USA, Garden City (New York) (New York)                                                                                          | –   | +             | ?     | –           | ?                 | Markenname erloschen |
| Martini                                     | Schweiz, Frauenfeld und St. Blaise NE                                                                                           | +   | ?             | +     | ?           | ?                 | Marke erloschen |
| Maserati                                    | Italien, ? | +   | ?             | ?     | ?           | ?                 | Nutzfahrzeugproduktion eingestellt |
| Mason                                       | USA, Waterloo (Iowa) | –   | +             | –     | –           | –                 | Markenname eingestellt |
| Mason                                       | USA, Flint (Michigan) | +   | ?             | ?     | ?           | ?                 | Markenname eingestellt |
| Massey Brothers                             | Vereinigtes Königreich, Wigan                                                                                                   | ?   | ?             | +     | +           | ?                 | 1967 von Northern Counties übernommen |
| Mathis                                      | Frankreich, Straßburg | +   | +             | ?     | ?           | ?                 | von Ford übernommen und in Matford umbenannt |
| Matford                                     | Frankreich, Straßburg | +   | +             | ?     | ?           | ?                 | ehemaliger Markenname von Ford, Markenname eingestellt |
| Maudslay                                    | Vereinigtes Königreich, Coventry und Alcester                                                                                   | +   | ?             | +     | ?           | ?                 | ? |
| Mauri                                       | ?, ? | ?   | ?             | +     | ?           | ?                 | ? |
| Maxwerke                                    | Deutschland, Köln | +   | ?             | ?     | ?           | ?                 | Marke erloschen |
| MAZ                                         | Belarus, Minsk | +   | –             | +     | +           | +                 | aktuell produzierender Hersteller |
| MAZ-MAN                                     | Belarus, Minsk | +   | –             | –     | +           | +                 | Markenname einer Kooperation von MAZ und MAN, aktueller Markenname |
| Mazda                                       | Japan, Hiroshima | ?   | +             | ?     | ?           | ?                 | ? |
| McCurd                                      | Vereinigtes Königreich, Hayes und Slough                                                                                        | +   | ?             | ?     | ?           | ?                 | ? |
| Meiller                                     | Deutschland, München | ?   | ?             | ?     | +           | ?                 | aktuell produzierender Hersteller |
| Mercedes-Benz                               | Deutschland, Stuttgart | +   | +             | +     | –           | +                 | Markenname von Daimler AG, aktueller Markenname |
| Mercury (Kanada)                            | Kanada, Oakville | ?   | +             | ?     | ?           | ?                 | Markenname für Kanada, baugleich mit Ford F-Serie, Marke eingestellt |
| Merryweather                                | Vereinigtes Königreich, Clapham (London) und Greenwich (London)                                                                 | ?   | ?             | ?     | ?           | +                 | Markenname eingestellt |
| Metz                                        | Deutschland, Karlsruhe | ?   | ?             | ?     | +           | +                 | von Rosenbauer übernommen, Markenname weiter in Verwendung |
| Metro Cammell                               | Vereinigtes Königreich, ? | ?   | ?             | +     | +           | ?                 | ? |
| Meyer-Hagen                                 | Deutschland, Hagen | ?   | ?             | ?     | +           | ?                 | ? |
| Miele                                       | Deutschland, Gütersloh | +   | +             | –     | –           | –                 | Nutzfahrzeugproduktion eingestellt |
| Miesen                                      | Deutschland, Wachtberg | ?   | ?             | ?     | +           | +                 | aktuell produzierender Hersteller |
| Minerva                                     | Belgien, Antwerpen | +   | ?             | +     | ?           | +                 | mit Imperia zu Minerva-Imperia fusioniert |
| Minerva-Imperia                             | ?, ? | +   | ?             | ?     | ?           | ?                 | ehemaliger Hersteller |
| Mitsubishi                                  | Japan, Tokio | +   | ?             | +     | ?           | ?                 | ? |
| Mitsubishi Fuso                             | Japan, Tokio | +   | +             | +     | ?           | ?                 | von DaimlerChrysler übernommen, Markenname weiter in Verwendung |
| MJT                                         | Ungarn, Debrecen | –   | –             | +     | +           | –                 | aktuell produzierender Hersteller |
| Mol                                         | Belgien, Hooglede | +   | ?             | ?     | +           | ?                 | aktuell produzierender Hersteller |
| Moreland                                    | USA, Burbank (Kalifornien) | +   | +             | +     | +           | +                 | Produktion eingestellt |
| Morris                                      | Vereinigtes Königreich, Birmingham                                                                                              | +   | +             | –     | –           | ?                 | in BMC (Großbritannien) aufgegangen, Markenname eingestellt |
| Morris Commercial                           | Vereinigtes Königreich, Birmingham                                                                                              | +   | +             | +     | ?           | ?                 | in BMC (Großbritannien) aufgegangen, Markenname eingestellt |
| Morton                                      | USA, Harrisburg (Pennsylvania)                                                                                                  | +   | +             | +     | +           | +                 | Unternehmen erloschen |
| Moser                                       | Schweiz, Steffisburg | ?   | ?             | ?     | +           | ?                 | ? |
| Mowag                                       | Schweiz, Kreuzlingen | +   | ?             | ?     | +           | +                 | aktuell produzierender Hersteller |
| Moxy                                        | Norwegen, Oslo | –   | –             | –     | –           | +                 | von Doosan übernommen, aktuell produzierender Hersteller |
| MTN                                         | Vereinigtes Königreich, Croydon                                                                                                 | +   | ?             | ?     | ?           | ?                 | ? |
| MULAG                                       | Deutschland, Aachen | +   | ?             | +     | ?           | ?                 | von Büssing übernommen, Markenname eingestellt |
| Multicar                                    | Deutschland, Waltershausen | +   | –             | –     | –           | +                 | aktuell produzierender Hersteller |
| Multiwheeler                                | Vereinigtes Königreich, South Harrow                                                                                            | +   | ?             | ?     | ?           | ?                 | ? |
| MWF                                         | Deutschland, Magdeburg | ?   | ?             | ?     | ?           | ?                 | ? |
| MZKT                                        | Belarus, Minsk | +   | ?             | ?     | ?           | +                 | aktuell produzierender Hersteller |
| N                                           | |     |               |       |             |                   | |
| Hersteller- bzw. Markenname                 | Land, Ort | Lkw | Trans- porter | Busse | Auf- bauten | Sonder- fahrzeuge | wirtschaftlicher Status |
| Nacke                                       | Deutschland, Coswig | +   | ?             | +     | ?           | +                 | ehemaliger Hersteller |
| Nationale Automobil-Gesellschaft (NAG)      | Deutschland, Berlin | +   | ?             | +     | ?           | ?                 | von Büssing übernommen und in Büssing-NAG umbenannt |
| Neue Automobil-Gesellschaft (NAG)           | Deutschland, Berlin | +   | ?             | +     | ?           | ?                 | in Nationale Automobil-Gesellschaft (NAG) umbenannt |
| NAMAG                                       | Deutschland, Bremen-Hastedt | ?   | ?             | ?     | ?           | ?                 | in Hansa-Lloyd aufgegangen, Markenname eingestellt |
| NASCO                                       | Ägypten, Helwan | +   | ?             | ?     | ?           | ?                 | aktuell produzierender Hersteller |
| Navistar International                      | USA, Chicago (Illinois) | +   | ?             | +     | ?           | ?                 | aktuell produzierender Hersteller |
| NAW                                         | Schweiz, Arbon und Wetzikon | +   | ?             | +     | ?           | +                 | von Daimler-Benz übernommen, Markenname eingestellt |
| Neftekamski Awtosawod                       | Russland, Neftekamsk | –   | –             | +     | +           | +                 | auch als NefAZ bekannt, aktuell produzierende Tochtergesellschaft von KAMAZ |
| Nencki                                      | Schweiz, Langenthal | –   | –             | –     | +           | ?                 | aktuell produzierender Hersteller |
| Neoplan                                     | Deutschland, Stuttgart | ?   | ?             | +     | ?           | ?                 | ehemaliger Markenname von Gottlob Auwärter, aktueller Markenname von MAN |
| New Flyer                                   | Kanada, Winnipeg, Manitoba | –   | –             | +     | –           | –                 | aktuell produzierender Hersteller |
| Nicolas Industrie                           | Frankreich, Champs-sur-Yonne | +   | ?             | ?     | ?           | ?                 | aktuell produzierender Hersteller |
| Nissan                                      | Japan, Tokio | –   | +             | –     | –           | –                 | aktuell produzierender Hersteller |
| Nissan Diesel                               | Japan, Kawaguchi | +   | +             | +     | ?           | ?                 | umfirmiert in UD Trucks |
| Nistertal Walter Niepenberg Maschinenfabrik | Deutschland, Wissen | ?   | +             | ?     | ?           | +                 | ehemaliger Hersteller |
| Norddeutsche Automobilwerke                 | Deutschland, Hameln | ?   | ?             | ?     | ?           | ?                 | ? |
| Norde                                       | Vereinigtes Königreich, Darley Dale                                                                                             | +   | ?             | ?     | ?           | ?                 | ? |
| Nordex                                      | Uruguay, Montevideo | +   | +             | –     | –           | –                 | |
| Nova Bus                                    | Kanada, Saint-Eustache | –   | –             | +     | –           | –                 | aktuell produzierender Hersteller, gehört zur Volvo Group |
| NWF                                         | Deutschland, Wilhelmshaven | –   | –             | +     | +           | +                 | ehemaliger Hersteller |
| Northern Counties                           | Vereinigtes Königreich, Wigan                                                                                                   | ?   | ?             | +     | +           | ?                 | 1995 durch die Henlys Group übernommen, Markenname durch Plaxton ersetzt |
| O                                           | |     |               |       |             |                   | |
| Hersteller- bzw. Markenname                 | Land, Ort | Lkw | Trans- porter | Busse | Auf- bauten | Sonder- fahrzeuge | wirtschaftlicher Status |
| ÖAF                                         | Österreich, Wien | +   | ?             | +     | ?           | +                 | von MAN übernommen, Markenname weiter in Verwendung |
| Oasa                                        | Tschechische Republik, Čáslav                                                                                                   | ?   | ?             | ?     | ?           | ?                 | ? |
| Ocelot                                      | Tschechische Republik, ? | ?   | ?             | ?     | ?           | ?                 | ? |
| Ochsner                                     | Schweiz, Urdorf | ?   | ?             | ?     | +           | ?                 | ? |
| OM                                          | Italien, Brescia | +   | +             | +     | ?           | ?                 | in Iveco aufgegangen, Markenname eingestellt |
| OM-Büssing                                  | Italien und Deutschland, Brescia und Braunschweig                                                                               | +   | ?             | +     | ?           | ?                 | Markenname einer ehemaligen Kooperation von OM und Büssing, Markenname eingestellt |
| OMT                                         | Italien, Tortona | +   | ?             | ?     | ?           | ?                 | ? |
| Opel                                        | Deutschland, Rüsselsheim am Main                                                                                                | +   | +             | +     | ?           | +                 | von GM übernommen, Markenname weiter in Verwendung |
| Orenstein & Koppel                          | Deutschland, Berlin | ?   | ?             | +     | +           | ?                 | Zusammenschluss mit Fiat Kobleco, Kobleco und New Holland zum gemeinsamen Markennamen New Holland                                                                                       |
| Orion-Werk (Eschwege)                       | Deutschland, Eschwege | ?   | ?             | +     | +           | ?                 | ehemaliger Hersteller |
| Orion (Schweiz)                             | Schweiz, Zürich | ?   | ?             | ?     | ?           | ?                 | ? |
| Orwell Electric                             | Vereinigtes Königreich, Ipswich                                                                                                 | +   | +             | +     | +           | +                 | Marke eingestellt |
| Oshkosh                                     | USA, Oshkosh (Wisconsin) | +   | ?             | ?     | +           | +                 | aktuell produzierender Hersteller |
| Ostner                                      | Deutschland, Sulzbach-Rosenberg                                                                                                 | +   | +             | –     | +           | –                 | Lkw-Produktion von Faun übernommen |
| Otokar                                      | Türkei, Istanbul | ?   | ?             | +     | ?           | +                 | ? |
| Otosan                                      | Türkei, Istanbul | ?   | ?             | +     | ?           | ?                 | ? |
| P                                           | |     |               |       |             |                   | |
| Hersteller- bzw. Markenname                 | Land, Ort | Lkw | Trans- porter | Busse | Auf- bauten | Sonder- fahrzeuge | wirtschaftlicher Status |
| Paccar                                      | USA, Bellevue (Washington) | +   | +             | +     | ?           | +                 | aktuell produzierender Hersteller, Konzern mit diversen Marken |
| Pacific (Kanada)                            | Kanada, Vancouver | +   | ?             | ?     | ?           | +                 | ? |
| Pacific (USA)                               | USA, Renton (Washington) | +   | ?             | ?     | ?           | ?                 | ? |
| Packard                                     | USA, Detroit (Michigan) | +   | +             | +     | ?           | +                 | firmierte zeitweilig als Studebaker-Packard Corporation, Markenname im Nutzfahrzeugbereich eingestellt                                                                                  |
| Pagefield                                   | Vereinigtes Königreich, Wigan                                                                                                   | +   | ?             | ?     | ?           | ?                 | ? |
| Panhard & Levassor                          | Frankreich, Paris | +   | ?             | +     | ?           | ?                 | von Citroën übernommen, Markenname eingestellt |
| Park Royal Vehicles                         | Vereinigtes Königreich, Park Royal                                                                                              | –   | –             | +     | +           | ?                 | von ACV übernommen, Markenname eingestellt |
| Paymaster                                   | USA, Lyons (Oregon) | +   | ?             | ?     | ?           | ?                 | ? |
| PAZ                                         | Russland, Pawlowo | –   | –             | +     | –           | –                 | aktuell produzierender Hersteller, gehört zur GAZ-Gruppe |
| Peerless                                    | USA, Cleveland (Ohio) | +   | ?             | ?     | ?           | +                 | Marke eingestellt |
| Peerless                                    | Vereinigtes Königreich, Slough                                                                                                  | +   | ?             | ?     | ?           | +                 | Marke eingestellt |
| Pegaso                                      | Spanien, Madrid | +   | ?             | +     | ?           | ?                 | von Iveco übernommen, Markenname eingestellt |
| Pekol                                       | Deutschland, Oldenburg | ?   | ?             | +     | +           | ?                 | ? |
| Pena                                        | Mexiko, Nuevo Léon | ?   | ?             | ?     | ?           | ?                 | ? |
| People’s                                    | USA, Cleveland (Ohio) | –   | –             | +     | –           | –                 | Marke eingestellt nach Insolvenz |
| Perfex                                      | USA, Los Angeles (Kalifornien)                                                                                                  | +   | ?             | ?     | ?           | ?                 | Marke eingestellt |
| Perlini                                     | Italien, San Bonifacio und Verona                                                                                               | ?   | ?             | ?     | ?           | ?                 | ? |
| Peter                                       | Schweiz, Winterthur | ?   | ?             | ?     | ?           | ?                 | ? |
| Peterbilt                                   | USA, Oakland (Kalifornien) und Newark (Kalifornien)                                                                             | +   | ?             | +     | ?           | ?                 | von Paccar übernommen, Markenname weiter in Verwendung |
| Peugeot                                     | Frankreich, Paris | +   | +             | ?     | ?           | ?                 | mit Citroën zu PSA fusioniert, Markenname weiter in Verwendung |
| Phänomen                                    | Deutschland, Zittau | +   | +             | +     | ?           | ?                 | in Robur umbenannt |
| Piaggio                                     | Italien, Pontedera | +   | +             | –     | –           | –                 | aktuell produzierender Hersteller |
| Pierce-Arrow                                | USA, Buffalo (New York) | +   | +             | +     | ?           | +                 | Marke erloschen |
| Plaxton                                     | Vereinigtes Königreich, Scarborough                                                                                             | ?   | ?             | +     | ?           | ?                 | aktuell produzierender Hersteller |
| Plymouth                                    | USA, Plymouth (Ohio) | +   | ?             | ?     | ?           | ?                 | Marke erloschen |
| Podeus                                      | Deutschland, Wismar | +   | ?             | ?     | ?           | +                 | ehemaliger Hersteller |
| Portesi                                     | Italien, Brescia | ?   | ?             | +     | ?           | ?                 | Ende 1980er Jahre aufgegeben |
| Praga                                       | Tschechoslowakei, Prag | +   | +             | +     | +           | +                 | Nutzfahrzeugproduktion eingestellt |
| Premier                                     | Indien, Mumbai | +   | ?             | ?     | ?           | ?                 | aktuell produzierender Hersteller |
| Presto                                      | Deutschland, Chemnitz | +   | ?             | ?     | ?           | ?                 | ? |
| Primetzhofer                                | Österreich, Leonding | –   | –             | –     | +           | +                 | aktuell produzierender Hersteller |
| Proctor                                     | Vereinigtes Königreich, Norwich                                                                                                 | +   | ?             | ?     | ?           | ?                 | ? |
| Protos                                      | Deutschland, Berlin | ?   | ?             | ?     | ?           | ?                 | von NAG übernommen, Markenname eingestellt |
| Pütting                                     | Deutschland, Rees | ?   | +             | ?     | +           | +                 | aktuell produzierender Hersteller |
| Putzmeister                                 | Deutschland, Aichtal | –   | –             | –     | +           | +                 | von Sany übernommen, aktuell produzierender Hersteller |
| Q                                           | |     |               |       |             |                   | |
| Hersteller- bzw. Markenname                 | Land, Ort | Lkw | Trans- porter | Busse | Auf- bauten | Sonder- fahrzeuge | wirtschaftlicher Status |
| Quest (Großbritannien)                      | Vereinigtes Königreich, Telford                                                                                                 | +   | ?             | ?     | ?           | ?                 | von United Engineering Industries übernommen, Nutzfahrzeugproduktion eingestellt |
| Quest (Simbabwe)                            | Simbabwe, ? | +   | ?             | ?     | ?           | ?                 | von Leyland übernommen |
| R                                           | |     |               |       |             |                   | |
| Hersteller- bzw. Markenname                 | Land, Ort | Lkw | Trans- porter | Busse | Auf- bauten | Sonder- fahrzeuge | wirtschaftlicher Status |
| Rába                                        | Ungarn, Győr | +   | +             | +     | +           | +                 | aktuell produzierender Hersteller |
| Rainier                                     | USA, New York City und Flushing, New York                                                                                       | +   | ?             | ?     | ?           | ?                 | nicht zu verwechseln mit der Rainier Motor Car Company. Unternehmen erloschen |
| Ransomes                                    | Vereinigtes Königreich, Ipswich                                                                                                 | +   | +             | +     | +           | +                 | Dampf; Elektrisch; Unternehmen erloschen |
| Ressenig                                    | Österreich, Villach | –   | –             | –     | +           | +                 | aktuell produzierender Hersteller |
| Ralph                                       | Südafrika, Johannesburg | +   | ?             | ?     | ?           | ?                 | ? |
| Ramirez                                     | Mexiko, Monterrey | +   | ?             | ?     | ?           | ?                 | ? |
| Rapid                                       | USA, Detroit (Michigan) und Pontiac (Michigan)                                                                                  | +   | +             | –     | –           | –                 | in GMC aufgegangen, Markenname eingestellt |
| Rathgeber                                   | Deutschland, München | –   | –             | +     | +           | ?                 | von Meiller übernommen, Markenname eingestellt |
| Rehberger                                   | USA, Newark (New Jersey) | +   | +             | +     | ?           | ?                 | Markenname eingestellt |
| Relay                                       | USA, Lima (Ohio) | +   | ?             | ?     | ?           | ?                 | Marke eingestellt |
| Reliance                                    | USA, Owosso (Michigan) | +   | +             | ?     | ?           | ?                 | in GMC aufgegangen, Markenname eingestellt |
| Reliance                                    | USA, Appleton, Wisconsin | +   | +             | ?     | ?           | ?                 | Unternehmen erloschen |
| Renault                                     | Frankreich, Boulogne-Billancourt                                                                                                | +   | ?             | +     | ?           | ?                 | Nutzfahrzeugbereich von Volvo übernommen, Markenname weiter in Verwendung |
| Reo                                         | USA, Lansing (Michigan) | +   | ?             | +     | ?           | ?                 | ? |
| Republic                                    | USA, Alma (Michigan) | +   | ?             | ?     | ?           | ?                 | von ALF übernommen; Markenname eingestellt |
| RFW                                         | Australien, Chester Hill | +   | ?             | ?     | ?           | ?                 | ? |
| Rhein-Bayern                                | Deutschland, ? | +   | ?             | ?     | ?           | +                 | ? |
| Rheinstahl                                  | Deutschland, Essen | +   | +             | ?     | ?           | ?                 | ehemaliger Mutterkonzern von Tempo, Hanomag und Henschel, Nutzfahrzeugproduktion von Daimler-Benz übernommen                                                                            |
| Richi                                       | Schweiz, Weiningen | ?   | ?             | ?     | ?           | ?                 | ? |
| Rigaer Autobusfabrik                        | Lettland, Riga | –   | +             | +     | +           | +                 | in den späten 1990er Jahren eingestellt |
| Riker                                       | USA, Bridgeport (Connecticut)                                                                                                   | +   | ?             | ?     | ?           | ?                 | zu Hare’s Motors, Marke erloschen |
| Robinson                                    | USA, St. Louis (Missouri) | –   | –             | –     | –           | +                 | Markenname eingestellt |
| Robur                                       | DDR, Zittau | +   | +             | +     | ?           | ?                 | Nutzfahrzeugproduktion eingestellt |
| Rocar                                       | Rumänien, Bukarest | –   | +             | +     | –           | –                 | insolvent seit 2002 |
| Roe                                         | Vereinigtes Königreich, Leeds                                                                                                   | ?   | ?             | +     | +           | ?                 | 1982 von Leyland übernommen |
| Rohr                                        | Deutschland, Straubing | –   | –             | –     | +           | +                 | von Kässbohrer Transport Technik übernommen, aktuell produzierender Hersteller |
| Rollfix-Eilwagen                            | Deutschland, Hamburg | +   | –             | –     | –           | –                 | Nutzfahrzeugproduktion eingestellt |
| Roman                                       | Rumänien, Brașov | +   | ?             | +     | ?           | +                 | aktuell produzierender Hersteller |
| Rose Fahrzeugbau                            | Deutschland, Dortmund | –   | ?             | –     | +           | +                 | aktuell produzierender Hersteller |
| Rosenbauer                                  | Österreich, Leonding | –   | –             | –     | +           | +                 | aktuell produzierender Hersteller |
| Rošero-P                                    | Slowakei, Spišská Nová Ves | ?   | ?             | +     | +           | ?                 | aktuell produzierender Hersteller |
| Ross Viza                                   | ?, ? | ?   | ?             | ?     | ?           | ?                 | ? |
| Rotinoff                                    | Vereinigtes Königreich, Colnbrook                                                                                               | +   | ?             | ?     | ?           | ?                 | ? |
| Rowe-Hillmaster                             | Vereinigtes Königreich, Liskeard                                                                                                | +   | ?             | ?     | ?           | ?                 | ? |
| Ruggeri Enea                                | Italien, Brescia | +   | +             | +     | +           | +                 | 1985 Produktion eingestellt |
| Rumpler                                     | Deutschland, Berlin | +   | –             | –     | +           | +                 | Nutzfahrzeugproduktion eingestellt |
| Rutland                                     | Vereinigtes Königreich, Croydon                                                                                                 | +   | ?             | ?     | ?           | ?                 | ? |
| S                                           | |     |               |       |             |                   | |
| Hersteller- bzw. Markenname                 | Land, Ort | Lkw | Trans- porter | Busse | Auf- bauten | Sonder- fahrzeuge | wirtschaftlicher Status |
| Saab-Scania                                 | Schweden, Södertälje | +   | +             | –     | ?           | ?                 | Nutzfahrzeugbereich in Scania umbenannt |
| Sachsenring                                 | Deutschland, Zwickau | +   | ?             | ?     | ?           | ?                 | Nutzfahrzeugproduktion eingestellt |
| S. A. F. Gaggenau                           | Deutschland, Gaggenau | +   | ?             | ?     | ?           | ?                 | von Benz & Cie. übernommen, Markenname eingestellt |
| Safra                                       | ?, ? | ?   | ?             | ?     | ?           | ?                 | ? |
| SAMIL                                       | Südafrika, Pretoria | +   | ?             | ?     | +           | +                 | ? |
| Samson                                      | USA, Janesville (Wisconsin) | +   | ?             | ?     | ?           | ?                 | ehemaliger Markenname von General Motors, Markenname eingestellt |
| Sampson                                     | USA, Pittsfield (Massachusetts)                                                                                                 | +   | ?             | ?     | ?           | ?                 | Markenname eingestellt |
| Samsung                                     | Südkorea, Daegu | +   | –             | –     | –           | –                 | ehemaliger Hersteller |
| Sanford                                     | USA, Syracuse | +   | ?             | ?     | ?           | ?                 | + |
| Saurer                                      | Schweiz, Arbon | +   | ?             | +     | +           | +                 | mit FBW zu NAW fusioniert, Markenname eingestellt |
| Saurer Austria                              | Österreich, Wien | +   | ?             | +     | ?           | ?                 | von Steyr-Daimler-Puch übernommen, Markenname eingestellt |
| Saurer (France)                             | Frankreich, Suresnes | ?   | ?             | ?     | ?           | ?                 | Markenname eingestellt |
| Saurer (USA)                                | USA, Plainfield (New Jersey) | ?   | ?             | ?     | ?           | ?                 | Markenname eingestellt |
| Saval-Kronenburg                            | Niederlande, ? | ?   | ?             | ?     | +           | ?                 | ? |
| Saviem                                      | Frankreich, Suresnes und Blainville                                                                                             | +   | ?             | +     | ?           | ?                 | ehemaliger Markenname von Renault, mit Berliet fusioniert und in Renault umbenannt |
| Savio                                       | Italien, Moncalieri | –   | –             | +     | +           | +                 | aktive Fiat-Tochter |
| Scammell                                    | Vereinigtes Königreich, Watford                                                                                                 | +   | ?             | ?     | ?           | ?                 | von Leyland übernommen, Markenname eingestellt |
| Scania                                      | Schweden, Södertälje | +   | +             | +     | ?           | ?                 | aktuell produzierender Hersteller |
| Scania-Vabis                                | Schweden, Södertälje | +   | ?             | +     | ?           | ?                 | mit Saab fusioniert und in Saab-Scania umbenannt |
| Scheele                                     | Deutschland, Köln | +   | ?             | ?     | ?           | ?                 | Markenname erloschen |
| Scheibler                                   | Deutschland, Aachen | +   | ?             | ?     | ?           | ?                 | von Mannesmann übernommen und in MULAG umbenannt |
| Schenk                                      | Deutschland, Stuttgart-Feuerbach                                                                                                | +   | –             | –     | +           | +                 | ehemaliger Hersteller |
| Scheele                                     | Deutschland, Köln-Melaten | +   | –             | +     | +           | –                 | ehemaliger Hersteller |
| Scheuerle                                   | Deutschland, Pfedelbach | –   | –             | –     | +           | +                 | aktuell produzierender Hersteller |
| Schiemann                                   | Deutschland, Wurzen | +   | –             | +     | –           | +                 | ehemaliger Hersteller |
| Schmitz Cargobull                           | Deutschland, Altenberge | ?   | ?             | ?     | +           | ?                 | aktuell produzierender Hersteller |
| Schröder Fahrzeugtechnik                    | Deutschland, Wiesmoor | –   | –             | –     | +           | +                 | aktuell produzierender Hersteller |
| Schwarzmüller                               | Österreich, Freinberg | -   | -             | -     | +           | +                 | aktuell produzierender Hersteller |
| Schwing                                     | Deutschland, Herne | –   | –             | –     | ?           | +                 | von XCMG übernommen, aktuell produzierender Hersteller |
| Scot                                        | Kanada, Debert und Neuschottland                                                                                                | +   | ?             | ?     | ?           | +                 | ? |
| Scotte                                      | Frankreich, Paris | +   | +             | ?     | ?           | +                 | erloschen |
| SD                                          | Vereinigtes Königreich, Letchworth Garden City                                                                                  | +   | ?             | ?     | ?           | ?                 | ? |
| Seagrave                                    | USA, Clintonville Wisconsin | –   | –             | –     | –           | +                 | aktuell produzierender Hersteller |
| Seddon                                      | Vereinigtes Königreich, Oldham                                                                                                  | +   | ?             | +     | ?           | ?                 | 1970 mit Atkinson in Seddon Atkinson aufgegangen |
| Seddon Atkinson                             | Vereinigtes Königreich, Oldham                                                                                                  | +   | ?             | +     | ?           | ?                 | von ENASA bzw. Iveco übernommen, 2006 aufgelöst |
| Selden-Hahn Motor Truck Corporation         | USA, Rochester (New York) | +   | ?             | ?     | ?           | ?                 | Markenname erloschen |
| Sentinel                                    | Vereinigtes Königreich, Shrewsbury                                                                                              | +   | ?             | +     | ?           | ?                 | ? |
| Setra                                       | Deutschland, Ulm | ?   | ?             | +     | +           | ?                 | ehemaliger Markenname von Kässbohrer, aktueller Markenname von EvoBus |
| Shaanxi Auto                                | China, ? | ?   | ?             | ?     | ?           | ?                 | ? |
| Shefflex                                    | Vereinigtes Königreich, Sheffield                                                                                               | +   | ?             | ?     | ?           | ?                 | ? |
| Siegel                                      | Deutschland, Schönebeck | ?   | ?             | ?     | ?           | ?                 | ? |
| Siemens & Halske                            | Deutschland, Berlin | +   | ?             | +     | ?           | ?                 | ? |
| Siemens-Schuckertwerke (SSW)                | Deutschland, Berlin | +   | ?             | ?     | ?           | ?                 | ? |
| Silant                                      | Russland, Velikiy Novgorod | ?   | ?             | ?     | ?           | +                 | ? |
| Simca                                       | Frankreich, Nanterre | ?   | +             | ?     | ?           | ?                 | von Peugeot übernommen, Markenname eingestellt |
| Simson                                      | Deutschland, Suhl | +   | ?             | ?     | ?           | ?                 | Nutzfahrzeugproduktion eingestellt |
| Sisu                                        | Finnland, Raseborg | +   | –             | +     | –           | +                 | aktuell produzierender Hersteller |
| Škoda                                       | Tschechien, Plzeň | –   | –             | +     | –           | –                 | aktuell produzierender Hersteller |
| Škoda Auto                                  | Tschechien, Mladá Boleslav | +   | +             | +     | +           | +                 | aktuell produzierender Hersteller |
| Smith                                       | Vereinigtes Königreich, Newcastle upon Tyne                                                                                     | +   | +             | –     | –           | –                 | aktuell produzierender Hersteller |
| SNVI                                        | Algerien | +   | +             | +     | +           | +                 | aktuell produzierender Hersteller |
| Solaris                                     | Polen, Owinska | –   | –             | +     | ?           | ?                 | von CAF übernommen, aktuell produzierender Hersteller |
| Sommer                                      | Deutschland, Laucha an der Unstrut                                                                                              | –   | –             | –     | +           | +                 | aktuell produzierender Hersteller |
| SOMUA                                       | Frankreich, St. Ouen und Pontoise                                                                                               | +   | ?             | +     | ?           | ?                 | in Saviem aufgegangen, Markenname eingestellt |
| SOR                                         | Tschechien, Ústí nad Orlicí (Ostböhmen)                                                                                         | –   | –             | +     | –           | –                 | aktuell produzierender Hersteller |
| SPA Truck Company                           | USA, Buffalo | +   | ?             | +     | ?           | +                 | Tochtergesellschaft von Studebaker Corporation, Markenname erloschen |
| Spangler                                    | USA, Hamburg (Pennsylvania) | ?   | ?             | ?     | ?           | ?                 | ? |
| Spectra GmbH                                | Deutschland, Karlsruhe | +   | +             | +     | +           | +                 | produziert Spezial- und Promotionfahrzeuge |
| SsangYong                                   | Südkorea, ? | ?   | ?             | ?     | ?           | ?                 | aktuell produzierender Hersteller |
| Star (Großbritannien)                       | Vereinigtes Königreich, Wolverhampton                                                                                           | +   | ?             | ?     | ?           | ?                 | ? |
| Star Trucks                                 | Polen, Starachowice | +   | –             | +     | –           | +                 | von MAN übernommen, Markenname eingestellt |
| Sterling                                    | USA, Redford Township (Mississippi)                                                                                             | +   | –             | –     | –           | +                 | von Freightliner übernommen, Markenname eingestellt |
| LaFrance-Republic                           | USA, Alma (Michigan) | +   | ?             | ?     | ?           | ?                 | von Sterling übernommen, Markenname eingestellt |
| Stewart                                     | USA, Buffalo (New York) | +   | ?             | ?     | ?           | ?                 | Markenname erloschen |
| Steyr                                       | Österreich, Steyr | +   | +             | +     | –           | +                 | bis 2021 MAN Tochtergesellschaft |
| Steyr Daimler Puch                          | Österreich, Steyr | +   | ?             | ?     | ?           | ?                 | ehemaliger Mutterkonzern von Steyr, Nutzfahrzeugproduktion eingestellt |
| Steyr-Fiat-OM                               | Österreich, Steyr | +   | ?             | ?     | ?           | ?                 | ? |
| Steyr-OM                                    | Österreich, Steyr | +   | ?             | ?     | ?           | ?                 | ? |
| Still                                       | Deutschland, Hamburg | +   | ?             | ?     | ?           | +                 | ? |
| Stille                                      | Deutschland, Münster | ?   | ?             | ?     | ?           | ?                 | ? |
| Stoewer                                     | Deutschland, Stettin | +   | ?             | +     | ?           | ?                 | Unternehmen erloschen |
| Stoll                                       | Deutschland, Dresden-Leipziger Vorstadt                                                                                         | ?   | ?             | ?     | ?           | ?                 | Betriebsende 1904 infolge wirtschaftlicher Schwierigkeiten der Dresdner Haide-Bahn |
| Straker-Squire                              | Vereinigtes Königreich, Bristol und Twickenham                                                                                  | +   | ?             | +     | ?           | ?                 | ? |
| Straussler                                  | Vereinigtes Königreich, Brentford                                                                                               | +   | ?             | ?     | ?           | ?                 | ? |
| Studebaker                                  | USA, South Bend (Indiana) | +   | +             | +     | ?           | +                 | firmierte zeitweilig als Studebaker-Packard Corporation. Markenname eingestellt |
| Stutz                                       | USA, Indianapolis und Hartford City (Indiana)                                                                                   | –   | –             | –     | –           | +                 | Unternehmen erloschen |
| Südwerke                                    | Deutschland, Kulmbach, Nürnberg und Bamberg                                                                                     | +   | –             | +     | ?           | ?                 | ehemaliger Markenname von Krupp, Markenname eingestellt |
| Sungri                                      | Nordkorea, Tokchon | +   | ?             | +     | ?           | ?                 | ? |
| Sunsundegui                                 | Spanien, Alsasua (Navarra) | ?   | ?             | +     | ?           | ?                 | aktuell produzierender Hersteller |
| T                                           | |     |               |       |             |                   | |
| Hersteller- bzw. Markenname                 | Land, Ort | Lkw | Trans- porter | Busse | Auf- bauten | Sonder- fahrzeuge | wirtschaftlicher Status |
| Tadano                                      | Japan, Takamatsu | ?   | ?             | ?     | ?           | +                 | aktuell produzierender Hersteller |
| TagAZ                                       | Russland, Taganrog | +   | ?             | –     | –           | –                 | Insolvent seit 2014 |
| Talbot                                      | Frankreich, ? | ?   | +             | ?     | ?           | ?                 | von Peugeot übernommen, Markenname eingestellt |
| Taylor-Dunn                                 | USA, Anaheim (Kalifornien) | +   | +             | +     | +           | +                 | aktuell produzierender Hersteller von Kleinsttransportern |
| TAM                                         | Slowenien, Maribor | +   | +             | +     | +           | +                 | Markenname von TVM, produziert derzeit unter den Namen TAM Durabus und ist Tochtergesellschaft der China Hi-Tech Group (CHTC), aktueller Markenname                                     |
| Tata                                        | Indien, Jamshedpur | +   | ?             | +     | ?           | ?                 | aktuell produzierender Hersteller |
| Tata-Daewoo                                 | Südkorea, ? | +   | ?             | +     | ?           | ?                 | ? |
| Tatra                                       | Tschechien, Kopřivnice | +   | +             | +     | +           | +                 | aktuell produzierender Hersteller |
| TAZ                                         | Slowakei, Trnava | –   | +             | +     | –           | +                 | Der Regierung unterstehendes Produktionswerk von Škoda-Fahrzeugen, Firma erloschen |
| TEDOM                                       | Tschechien, Třebíč | –   | –             | +     | –           | –                 | aktuell produzierender Hersteller |
| TEDOM Trucks                                | Tschechien, Jablonec nad Nisou                                                                                                  | +   | +             | +     | –           | –                 | Früher LIAZ, Lkw-Produktion eingestellt |
| Tempo (Deutschland)                         | Deutschland, Hamburg-Harburg | +   | +             | ?     | ?           | ?                 | von Rheinstahl übernommen und mit Hanomag fusioniert, Markenname eingestellt |
| Tempo (Indien)                              | Indien, Pune | +   | ?             | ?     | ?           | ?                 | ? |
| Temsa                                       | Türkei, Adana | ?   | +             | +     | ?           | ?                 | gehört zur Sabancı Holding, aktuell produzierender Hersteller |
| Terberg                                     | Niederlande, Benschop | +   | –             | –     | ?           | +                 | aktuell produzierender Hersteller |
| Terex                                       | USA, Hudson (Ohio) | +   | ?             | ?     | ?           | +                 | aktuell produzierender Hersteller, Konzern mit diversen Marken |
| Thames                                      | Vereinigtes Königreich, Dagenham (Essex)                                                                                        | +   | +             | +     | ?           | ?                 | Marke von Ford of Britain 1957–1965; von Iveco übernommen, Markenname eingestellt |
| Thomas                                      | USA, Vernon, New York und Lititz, Pennsylvania                                                                                  | +   | +             | –     | –           | –                 | Unternehmen erloschen |
| Thomas                                      | USA, New York City, New York und Lititz, Pennsylvania                                                                           | +   | –             | –     | –           | –                 | Unternehmen erloschen |
| Thomas Built Buses                          | USA, North Carolina | –   | –             | +     | –           | –                 | von Daimler AG übernommen, Markenname weiter in Verwendung |
| Thornycroft                                 | Vereinigtes Königreich, Basingstoke                                                                                             | +   | ?             | +     | ?           | +                 | von Scammell übernommen, dadurch zeitweilig British Leyland-Konzernmarke. Marke erloschen                                                                                               |
| Tilling Stevens                             | Vereinigtes Königreich, Maidstone                                                                                               | +   | ?             | +     | ?           | ?                 | von Rootes übernommen, Marke eingestellt |
| Titan (Deutschland)                         | Deutschland, Sulzbach an der Murr                                                                                               | +   | –             | –     | +           | +                 | aktuell produzierender Hersteller |
| Titan                                       | USA, Milwaukee (Wisconsin) | +   | –             | –     | –           | –                 | Unternehmen erloschen |
| Titan                                       | Dänemark, Kopenhagen | –   | +             | –     | –           | –                 | Elektro-Kleinsttransporter. Unternehmen erloschen |
| Titan Steam                                 | USA, Newark, Delaware | +   | –             | –     | –           | –                 | Dampf; Unternehmen erloschen |
| Tofaş                                       | Türkei, Istanbul | ?   | +             | ?     | ?           | ?                 | aktuell produzierender Hersteller |
| Torpedo                                     | Rijeka, Kroatien | +   | –             | –     | –           | +                 | produzierte von 1953 bis 2000 |
| Toyota                                      | Japan, Tokio | +   | +             | +     | ?           | ?                 | aktuell produzierender Hersteller, Konzern mit diversen Marken |
| Trabold                                     | USA, Johnstown, Pennsylvania | +   | –             | –     | +           | –                 | Unternehmen erloschen |
| Traffic                                     | USA, St. Louis, Missouri | +   | ?             | ?     | ?           | ?                 | ? |
| Transport                                   | USA, Mount Pleasant, Michigan                                                                                                   | +   | ?             | ?     | ?           | ?                 | Marke eingestellt |
| Triangle                                    | USA, St. Johns, Michigan | +   | ?             | ?     | ?           | ?                 | Marke eingestellt |
| Tribelhorn                                  | Schweiz, Feldbach und Zürich | +   | ?             | ?     | ?           | ?                 | ? |
| Trösch                                      | Schweiz, Dübendorf | ?   | ?             | ?     | +           | ?                 | ? |
| Tschawdar                                   | Bulgarien, Botewgrad | ?   | ?             | +     | +           | ?                 | Hersteller von Bussen, insolvent seit 1999 |
| TVM                                         | Slowenien, Maribor | +   | +             | +     | +           | +                 | produziert unter dem Namen TAM Durabus (siehe oben), Markenname eingestellt |
| TVW                                         | Vereinigtes Königreich, Warrington                                                                                              | +   | ?             | ?     | ?           | ?                 | ? |
| Twin Coach                                  | USA, Kent (Ohio) | –   | –             | +     | –           | ?                 | Markenname eingestellt |
| U                                           | |     |               |       |             |                   | |
| Hersteller- bzw. Markenname                 | Land, Ort | Lkw | Trans- porter | Busse | Auf- bauten | Sonder- fahrzeuge | wirtschaftlicher Status |
| UAZ                                         | Russland, Uljanowsk | +   | +             | +     | ?           | +                 | aktuell produzierender Hersteller |
| UD Trucks                                   | Japan | +   | –             | +     | –           | +                 | aktuell produzierender Hersteller, gehört zum Volvo-Konzern |
| U.S. Trucks                                 | USA, Cincinnati (Ohio) | +   | ?             | ?     | ?           | ?                 | Marke eingestellt |
| Uerdingen                                   | Deutschland, Uerdingen | ?   | ?             | +     | +           | ?                 | von Siemens übernommen, Nutzfahrzeugproduktion eingestellt |
| Unic                                        | Frankreich, Puteaux und Trappes                                                                                                 | +   | ?             | +     | ?           | ?                 | in Iveco aufgegangen, Markenname eingestellt |
| Unimog                                      | Deutschland, Wörth | +   | –             | –     | –           | +                 | von Daimler AG übernommen, Markenname weiter in Verwendung |
| Union                                       | Vereinigtes Königreich, London                                                                                                  | +   | ?             | ?     | ?           | ?                 | ? |
| Unipower                                    | Vereinigtes Königreich, Perivale und Watford                                                                                    | +   | ?             | ?     | ?           | ?                 | ? |
| United                                      | USA, Grand Rapids (Michigan) | +   | +             | ?     | ?           | ?                 | Marke erloschen |
| Ural                                        | Russland, Miass | +   | –             | –     | –           | +                 | aktuell produzierender Hersteller |
| Ursus S.A.                                  | Polen, Warschau | +   | –             | +     | +           | +                 | Nutzfahrzeugproduktion eingestellt |
| USG-Pitt                                    | Vereinigtes Königreich, Portsmouth                                                                                              | +   | ?             | ?     | ?           | ?                 | ? |
| V                                           | |     |               |       |             |                   | |
| Hersteller- bzw. Markenname                 | Land, Ort | Lkw | Trans- porter | Busse | Auf- bauten | Sonder- fahrzeuge | wirtschaftlicher Status |
| Vabis                                       | Schweden, Södertälje | +   | ?             | ?     | ?           | ?                 | mit Scania zu Scania-Vabis fusioniert |
| Vanaja                                      | Finnland, Hämeenlinna | +   | ?             | +     | ?           | +                 | mit Suomen Autoteollisuus fusioniert |
| Van Hool                                    | Belgien, Lier | –   | –             | +     | +           | ?                 | aktuell produzierender Hersteller |
| VDL Bus & Coach                             | Niederlande, Eindhoven | –   | –             | +     | +           | +                 | aktuell produzierender Hersteller |
| VEB Karosseriewerke Halle                   | DDR, Halle (Saale) | –   | –             | –     | +           | +                 | ehemaliger Hersteller |
| Verheul                                     | Niederlande, Waddinxveen | +   | ?             | +     | +           | ?                 | ? |
| Vetter                                      | Deutschland, Fellbach | –   | –             | +     | ?           | +                 | Nutzfahrzeugproduktion eingestellt |
| Viberti                                     | Italien, Nichelino | ?   | ?             | +     | +           | ?                 | von Wielton übernommen, Marke weiter in Verwendung |
| Vidal & Sohn                                | Deutschland, Hamburg | +   | +             | ?     | ?           | ?                 | ehemaliger Mutterkonzern von Tempo (Deutschland), Nutzfahrzeugproduktion eingestellt |
| Vivabus                                     | ?, ? | ?   | ?             | +     | ?           | ?                 | ? |
| Volkswagen Nutzfahrzeuge                    | Deutschland, Hannover | +   | +             | +     | +           | +                 | aktuell produzierender Hersteller |
| Volkswagen Caminhões e Ônibus               | Brasilien, Mexiko, Südafrika | +   | +             | +     | –           | –                 | gehört zu MAN, aktueller Markenname |
| Volvo                                       | Schweden, Göteborg | +   | +             | +     | –           | +                 | aktuell produzierender Hersteller, Konzern mit diversen Marken |
| Volvo-Autocar                               | USA, Hagerstown (Indiana) | +   | ?             | ?     | ?           | +                 | Marke aufgegeben |
| Vomag                                       | Deutschland, Plauen | +   | ?             | +     | ?           | +                 | ehemaliger Hersteller |
| Vorweg                                      | Deutschland, Frankfurt am Main                                                                                                  | ?   | ?             | ?     | ?           | ?                 | ? |
| Vosteen                                     | Deutschland, Bremen | ?   | +             | ?     | ?           | ?                 | ? |
| Vulcan                                      | Vereinigtes Königreich, Maidstone                                                                                               | +   | ?             | +     | ?           | ?                 | ? |
| Vulcan                                      | USA, Sharon (Pennsylvania) | +   | +             | ?     | ?           | ?                 | Marke aufgegeben |
| Vulcan                                      | USA, Seattle (Washington) | +   | ?             | ?     | ?           | ?                 | zu Gersix / Kenworth. Marke aufgegeben |
| Vulkan                                      | Deutschland, Berlin | +   | ?             | ?     | ?           | ?                 | Marke erloschen |
| W                                           | |     |               |       |             |                   | |
| Hersteller- bzw. Markenname                 | Land, Ort | Lkw | Trans- porter | Busse | Auf- bauten | Sonder- fahrzeuge | wirtschaftlicher Status |
| Wackenhut                                   | Deutschland, Mengen | ?   | ?             | ?     | +           | ?                 | Firma 2011 aufgelöst |
| Wielton                                     | Polen, Wieluń | –   | –             | –     | +           | +                 | aktuell produzierender Hersteller |
| W.A.F.                                      | Österreich, Wien | +   | ?             | ?     | ?           | +                 | ? |
| Wagenhals                                   | USA, St. Louis (Missouri), Detroit (Michigan)                                                                                   | +   | +             | ?     | ?           | ?                 | 1910–1915, Marke erloschen |
| Wagenhals Electric                          | USA, Detroit (Michigan) | –   | +             | ?     | ?           | ?                 | 1914–1915, Marke erloschen |
| Walde                                       | Schweiz, Uster | ?   | ?             | ?     | +           | ?                 | ? |
| Walter                                      | USA, Voorheesville (New York)                                                                                                   | +   | ?             | ?     | ?           | ?                 | ? |
| W-J                                         | USA, Woburn (Massachusetts) | +   | ?             | ?     | ?           | ?                 | ? |
| Walter Alexander Coachbuilders              | Vereinigtes Königreich, Falkirk                                                                                                 | ?   | ?             | +     | +           | ?                 | ? |
| Wanderer                                    | Deutschland, Chemnitz | +   | ?             | +     | ?           | ?                 | in Auto Union AG aufgegangen, Markenname eingestellt |
| Ward LaFrance                               | USA, Elmira (New York) | +   | +             | ?     | –           | +                 | Marke erloschen |
| Wartburg                                    | Deutschland, Eisenach | +   | ?             | –     | –           | –                 | Nutzfahrzeugproduktion eingestellt |
| Waverley                                    | USA, Indiana | +   | ?             | ?     | ?           | ?                 | ? |
| Webb                                        | USA, Joplin (Missouri), Vincennes (Missouri), St. Louis (Missouri), Allentown (Pennsylvania)                                    | –   | –             | –     | –           | +                 | Feuerwehrhersteller, übernommen von Mack Trucks |
| Wecon                                       | Deutschland, Ascheberg | –   | –             | –     | +           | +                 | aktuell produzierender Hersteller |
| Western Star                                | Kanada, Kelowna | +   | ?             | +     | ?           | ?                 | von DaimlerChrysler übernommen, Markenname weiter in Verwendung |
| White                                       | USA, Cleveland (Ohio) | +   | ?             | +     | ?           | +                 | von Volvo übernommen, Markenname eingestellt |
| Wichita                                     | USA, Wichita Falls (Texas) | +   | ?             | ?     | ?           | ?                 | ? |
| Willème                                     | Frankreich, Nanterre | +   | ?             | +     | ?           | +                 | Marke erloschen |
| Willowbrook Coachbuilders                   | England, Loughborough | –   | ?             | +     | ?           | ?                 | 1958 von Duple übernommen |
| Wilson Electric                             | Vereinigtes Königreich, Leicester                                                                                               | –   | +             | –     | –           | –                 | Marke erloschen |
| Winther                                     | USA, Kenosha (Wisconsin) | +   | ?             | ?     | ?           | ?                 | Marke erloschen |
| Winton                                      | USA, Cleveland (Ohio) | +   | +             | ?     | ?           | ?                 | Marke erloschen |
| Wirz                                        | Schweiz, Uetikon am See | ?   | ?             | ?     | +           | ?                 | ? |
| Wolseley                                    | Vereinigtes Königreich, Birmingham                                                                                              | +   | ?             | ?     | ?           | ?                 | von Morris übernommen, Markenname eingestellt |
| Wolverine-Detroit                           | USA, Detroit (Michigan) | +   | ?             | ?     | ?           | ?                 | Markenname eingestellt |
| Worth                                       | USA, Evansville, Maryland und Kankakee, Illinois                                                                                | ?   | +             | +     | +           | ?                 | erloschen |
| WVT                                         | Niederlande, Joure | +   | –             | –     | +           | +                 | aktuell produzierender Hersteller |
| Wyner                                       | Österreich, ? | ?   | ?             | ?     | ?           | ?                 | ? |
| X                                           | |     |               |       |             |                   | |
| Hersteller- bzw. Markenname                 | Land, Ort | Lkw | Trans- porter | Busse | Auf- bauten | Sonder- fahrzeuge | wirtschaftlicher Status |
| XCMG                                        | Volksrepublik China, Xuzhou | +   | –             | +     | +           | +                 | aktuell produzierender Hersteller |
| Y                                           | |     |               |       |             |                   | |
| Hersteller- bzw. Markenname                 | Land, Ort | Lkw | Trans- porter | Busse | Auf- bauten | Sonder- fahrzeuge | wirtschaftlicher Status |
| Yarovit                                     | Belarus, Minsk | ?   | ?             | ?     | ?           | ?                 | ? |
| Yorkshire                                   | Vereinigtes Königreich, Leeds                                                                                                   | +   | ?             | ?     | ?           | ?                 | ? |
| Yuejin                                      | China, Nanjing | +   | ?             | +     | ?           | ?                 | aktuell produzierender Hersteller |
| Yutong                                      | China | +   | ?             | +     | ?           | ?                 | aktuell produzierender Hersteller |
| Yellow Coach                                | USA, Detroit | –   | –             | +     | +           | ?                 | ehemalige GM-Marke |
| Z                                           | |     |               |       |             |                   | |
| Hersteller- bzw. Markenname                 | Land, Ort | Lkw | Trans- porter | Busse | Auf- bauten | Sonder- fahrzeuge | wirtschaftlicher Status |
| Zasław                                      | Polen, Andrychów | –   | –             | –     | +           | +                 | aktuell produzierender Hersteller |
| Zeligson                                    | USA, Tulsa (Oklahoma) | +   | ?             | ?     | ?           | ?                 | Tochtergesellschaft von Crane Carrier Company (CCC), die der Hines Corporation gehört                                                                                                   |
| Ziegler                                     | Deutschland, Giengen an der Brenz                                                                                               | ?   | ?             | ?     | +           | +                 | von CIMC übernommen, aktuell produzierender Hersteller |
| ZIL                                         | Russland, Moskau | +   | +             | +     | +           | +                 | insolvent seit 2013 |
| ZIS                                         | Sowjetunion, Moskau | +   | –             | +     | +           | +                 | in ZIL umbenannt |
| Zonda                                       | China, Yancheng | –   | –             | +     | –           | –                 | aktuell produzierender Hersteller |
| Żuk                                         | Polen, Lublin | –   | +             | –     | –           | +                 | Markenname der FSC Lublin, Markenname eingestellt |
| Zündapp                                     | Deutschland, Nürnberg | –   | ?             | ?     | ?           | ?                 | ehemaliger Hersteller |
| Züst Automobile                             | Italien, Mailand | +   | –             | –     | –           | +                 | ehemaliger Hersteller |
| Zwicky                                      | Vereinigtes Königreich, Slough                                                                                                  | +   | ?             | ?     | ?           | ?                 | ? |
| Zypen & Charlier                            | Deutschland, Köln-Deutz | ?   | ?             | ?     | +           | ?                 | ? |
|                                             | |     |               |       |             |                   | |